# Église Saint-Martin de Plailly
L'église Saint-Martin est une église catholique paroissiale située à Plailly, en France. Édifiée pendant les années 1160 et 1170 dans le style gothique primitif, elle reçoit au début du siècle suivant un nouveau chœur de style pré-rayonnant, dont les trois travées du chevet forment un vaisseau transversal de même hauteur. Dans les deux cas, l'église Saint-Martin se place en tête des mouvements novateurs de l'architecture de son temps, et comme l'indiquent certaines analogies, puise ses influences dans les chantiers des cathédrales Notre-Dame de Senlis et Notre-Dame de Paris. La nef prévue pour rester couverte d'une simple charpente se caractérise par de grandes arcades brisées retombant sur les chapiteaux remarquables de gros piliers cylindriques isolés. Dans le chœur, trois piliers semblables servent d'appui aux supports de l'ordre supérieur, sous la forme de faisceaux de colonnettes. Cette superposition est une solution originale et élégante caractérisant le chœur de Plailly, tout comme le vaste espace bien éclairé du vaisseau transversal, contrastant avec la pénombre constante régnant dans la nef. La fine flèche octogonale en pierre de la seconde moitié du XIIIe siècle apporte quant à elle une note de raffinement dans la sobriété de l'extérieur de l'église. Comme exemple remarquable de la première architecture gothique, elle a été classée au titre des monuments historiques par liste de 1862. Elle est aujourd'hui au centre de la paroisse Saint-Esprit du Serval.

## Localisation
L'église est située en France, en région Hauts-de-France et dans le département de l'Oise, dans le Parc naturel régional Oise-Pays de France, sur la commune de Plailly, au centre du bourg. Le chevet donne sur la rue Georges-Bouchard ; les autres élévations donnent sur la place de l'Église tenant lieu de parking. Sur ce parking, l'on trouve une fontaine des XVIIIe et XIXe siècles, qui est inscrite au titre des monuments historiques depuis le 9 juillet 1970

## Historique

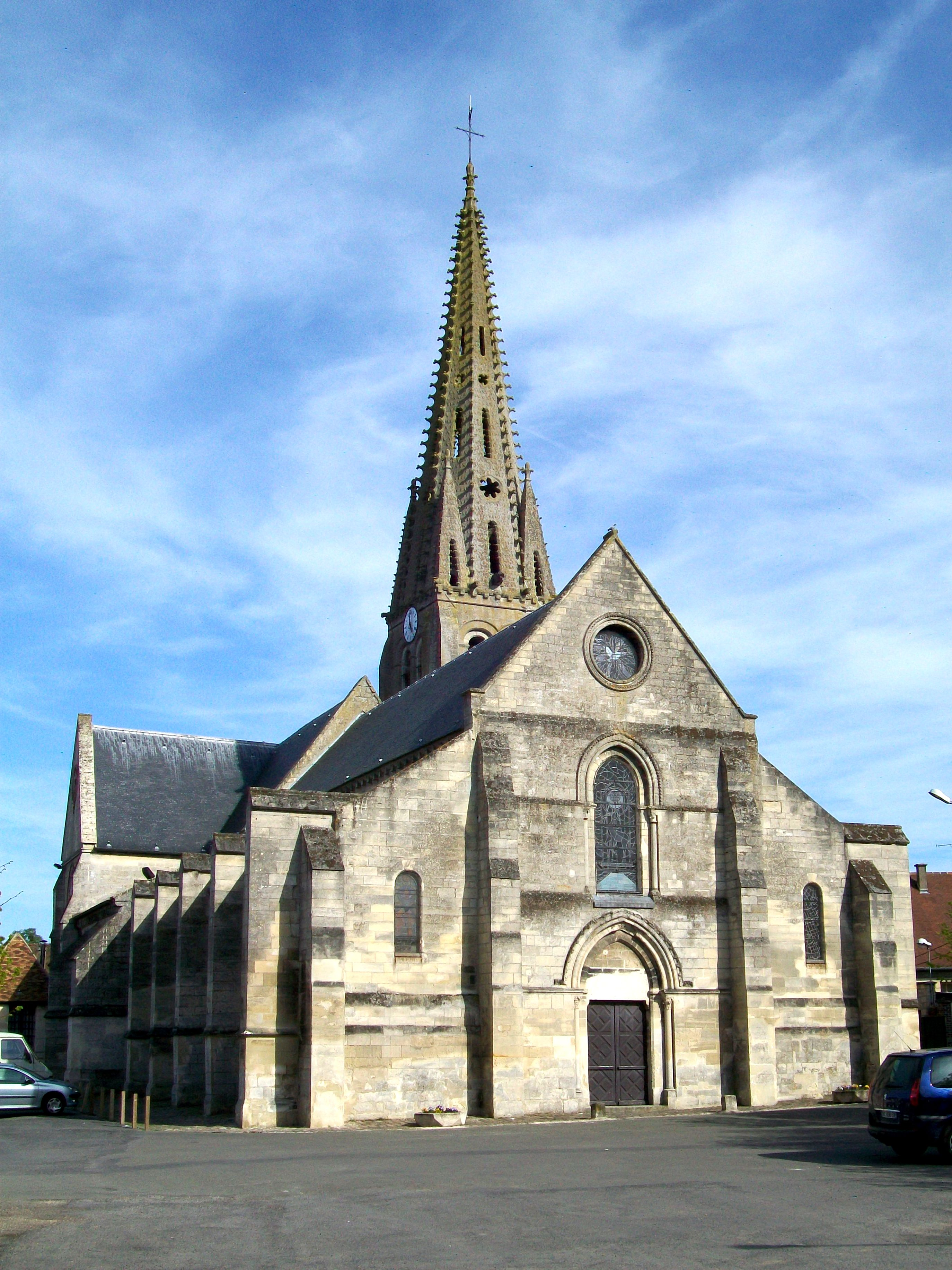
Façade occidentale.

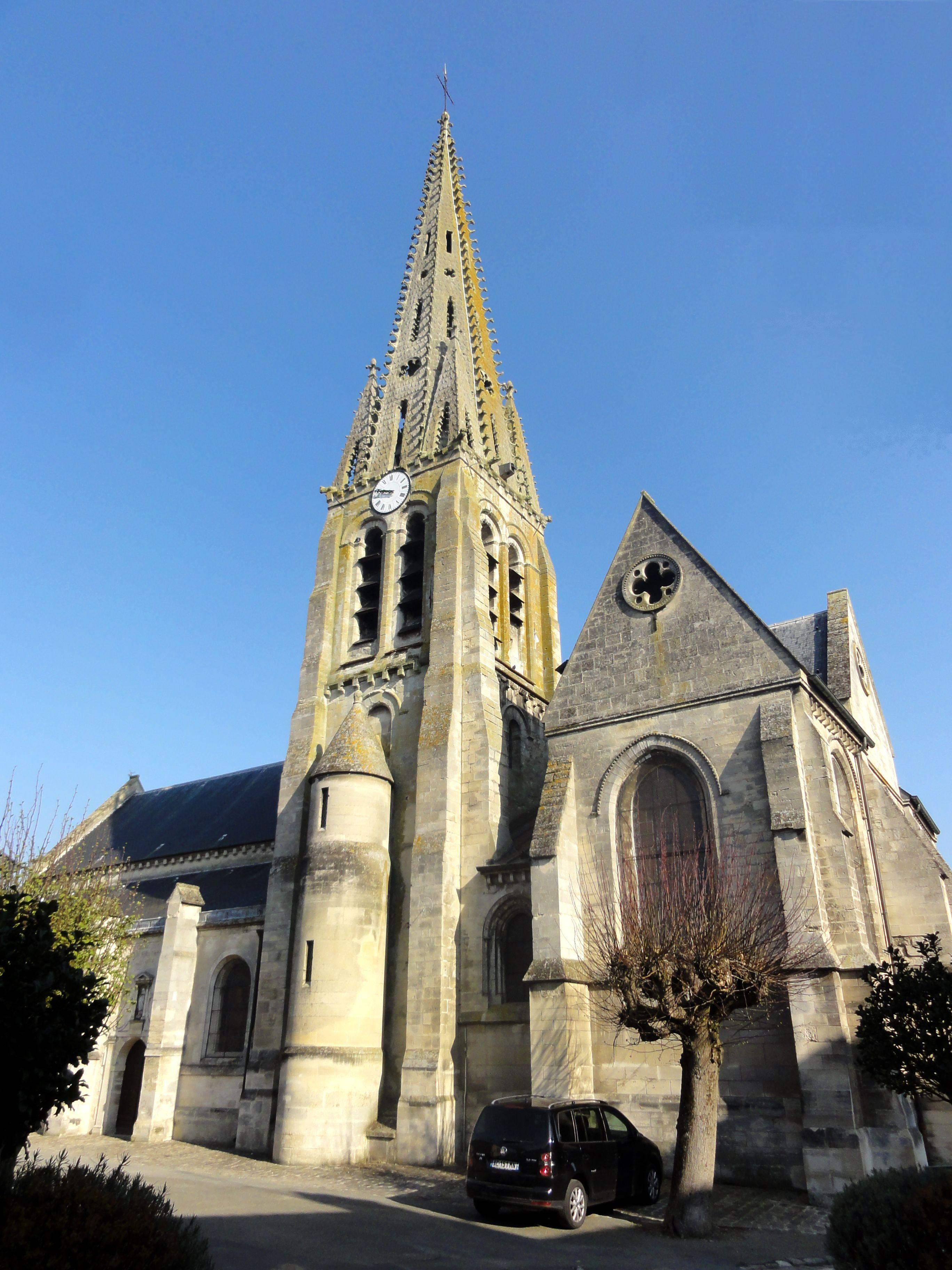
Vue depuis le sud.

Les églises dédiées à saint Martin de Tours sont parmi les plus anciennes, ce vocable étant l'un des premiers utilisés en Gaule. De ce fait, l'église actuelle ne peut être la première église de Plailly, mais rien n'est connu sur l'édifice précédent : aucun document n'en parle, et l'église n'a pas fait l'objet de fouilles archéologiques. Elle est entièrement reconstruite pendant les années 1160 et 1170, dans le style gothique primitif. Abstraction faite de restaurations très lourdes pendant la seconde moitié du XIXe siècle, toute la nef, les bas-côtés, le clocher, la première travée du chœur et la première travée du collatéral nord (du côté opposé du clocher) datent de cette période. Par ses piliers cylindriques isolés et la sculpture très délicate de leurs chapiteaux, cette construction se rapproche du chantier de la cathédrale Notre-Dame de Senlis alors en cours. Pour des raisons inconnues, le chœur de cette église est rapidement remplacé par celui que l'on connaît aujourd'hui, composé d'un vaisseau central de deux travées supplémentaires et de deux collatéraux.
L'hypothèse que les travaux se seraient interrompus pendant une si longue période est invraisemblable : le chœur avait toujours la priorité lors de toute reconstruction. Si l'on peut affirmer qu'un transept n'ait jamais existé, la physionomie du chœur des années 1160 / 1170 reste en suspens : une ou deux travées avec collatéraux ou pas, se terminant par un chevet plat ou une abside à pans coupés. Par l'analyse archéologique, l'extension du chœur peut effectivement être datée du début du XIIIe siècle. Ses trois piliers isolés et leurs chapiteaux, et plus particulièrement la superposition de faisceaux de colonnettes à ces piliers que l'on observe à la rencontre des trois travées du chevet avec le vaisseau central, sont cette fois-ci influencées par la cathédrale Notre-Dame de Paris. Comme pour les parties du siècle précédent, l'église Saint-Martin se place en tête des courants novateurs de l'architecture partant des grands chantiers de l'époque. Ce n'est sans doute pas le simple fruit du hasard, mais plus probablement le résultat du choix du maître d'œuvre et des artisans par les seigneurs de Plailly en tant que commanditaires des travaux. L'église est achevée avec l'édification de l'élégante flèche en pierre pendant la seconde moitié du XIIIe siècle.
La nef et ses bas-côtés n'étaient initialement pas voûtés. Les bas-côtés étaient recouverts par des toits faiblement inclinés, et la nef éclairée par quatre fenêtres hautes de chaque côté, alignées sur les piliers des grandes arcades. Cette disposition bien compatible avec des nefs charpentées n'est pas rare dans la région et permettait de limiter la hauteur des murs gouttereaux, étant donné que le sommet des grandes arcades peut ainsi se rapprocher de la couronne des murs sans pour autant limiter la hauteur des fenêtres. Les chaînages autour des fenêtres hautes bouchées restent par ailleurs toujours visibles derrière les supports des voûtes de la nef. Le voûtement intervient à la fin du XVIe siècle ou au début du XVIIe siècle et porte à la fois sur la nef et les bas-côtés. Pour la nef, des voûtes d'insipiration gothique flamboyante à liernes et tiercerons ont été retenues. La transformation de l'église ne s'arrête pas là et inclut également la reconstruction des murs gouttereaux des bas-côtés et la construction d'une sacristie.

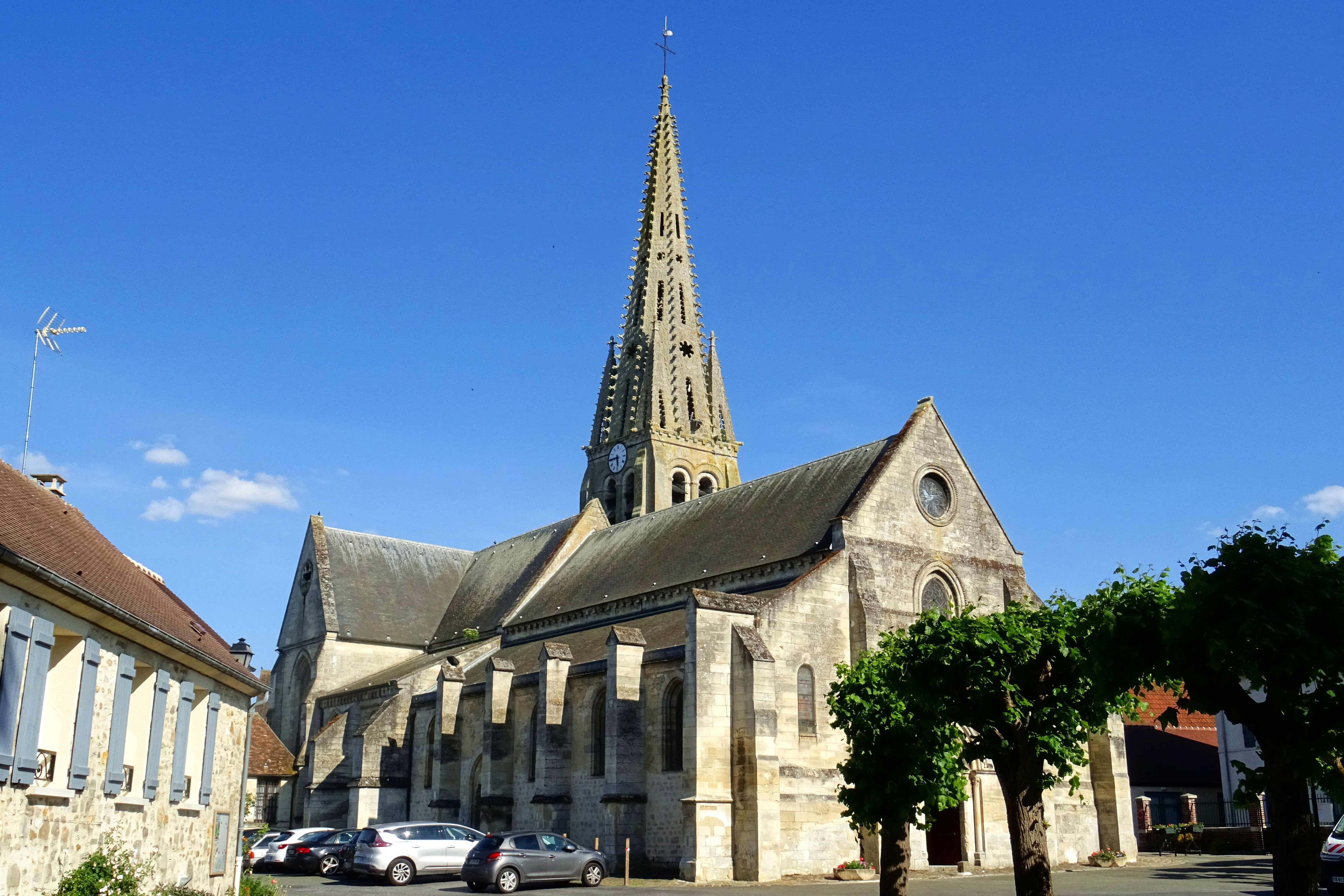
Vue depuis le nord-ouest.

Ensuite, l'église demeure inchangée et ne connaît plus que des travaux de réparation ou de restauration. Les toitures sont refaites en 1725. L'église est classée au titre des monuments historiques par liste de 1862. Entre 1853 et 1900, l'extérieur de l'église est lourdement restauré à la suite d'une première visite de l'architecte en chef des monuments historiques Aymar Verdier. Le clocher est repris en sous-œuvre, les contreforts de la travée du collatéral lui faisant face au nord sont remplacés, le mur du bas-côté nord est en grande partie refaite, et les éléments défectueux de l'appareil et de la sculpture sont remplacés à l'identique.
Dans son Esquisse des monuments historiques de l'Oise parue en 1889, le chanoine Louis Pihan évoque l'ancien maître-autel, remplacé en 1862 par l'autel actuel dans le style du XIIIe siècle. Il arborait sur ses deux absides des représentations de saint Gervais et saint Protais, ce qui suggère qu'ils tenaient lieu de patrons secondaires. Un document d'archives ancien transcrit en 1726 va dans le même sens. Il fait état d'une plainte des paroissiens contre leur curé Messire Duvivier pour avoir failli de chanter les vêpres « la veille des Saints Gervais et Protais, anciens patrons de la paroisse », et que le jour de leur fête, les matines auraient toujours été chantées, et une grande messe aurait toujours été célébrée, tout comme pour la veille et le jour de la translation des reliques de saint Martin. C'est l'unique trace écrite connue témoignant de l'existence de patrons secondaires, et rien ne permet de dire quand leur rôle s'est effacé des mémoires des habitants.

## Description

Plan de l'église.

### Aperçu général
Régulièrement orientée, l'église Saint-Martin occupe un plan parfaitement rectangulaire au sol. Elle se compose d'une nef de cinq travées accompagnée de bas-côtés ; d'un chœur au chevet plat de trois travées ; de deux collatéraux du chœur de deux travées ; et de deux travées flanquant celle du chevet et atteignant la même hauteur que cette dernière, à l'instar d'un transept. Ainsi, les dernières travées de chacun des vaisseaux forment un chœur-halle, avec des pignons au nord, à l'est et au sud. Le clocher se dresse au-dessus de la première travée du collatéral du chœur, et une sacristie a été ajoutée au nord de la chapelle latérale nord du chœur. Un pignon intermédiaire sépare les toitures de chœur et nef, et la façade occidentale est bien sûr dominée par un pignon. Les accès sont au nombre de quatre : le portail occidental, deux portes dans la première et la quatrième travée du bas-côté sud de la nef, et une porte dans la quatrième travée du bas-côté nord de la nef.

### Extérieur

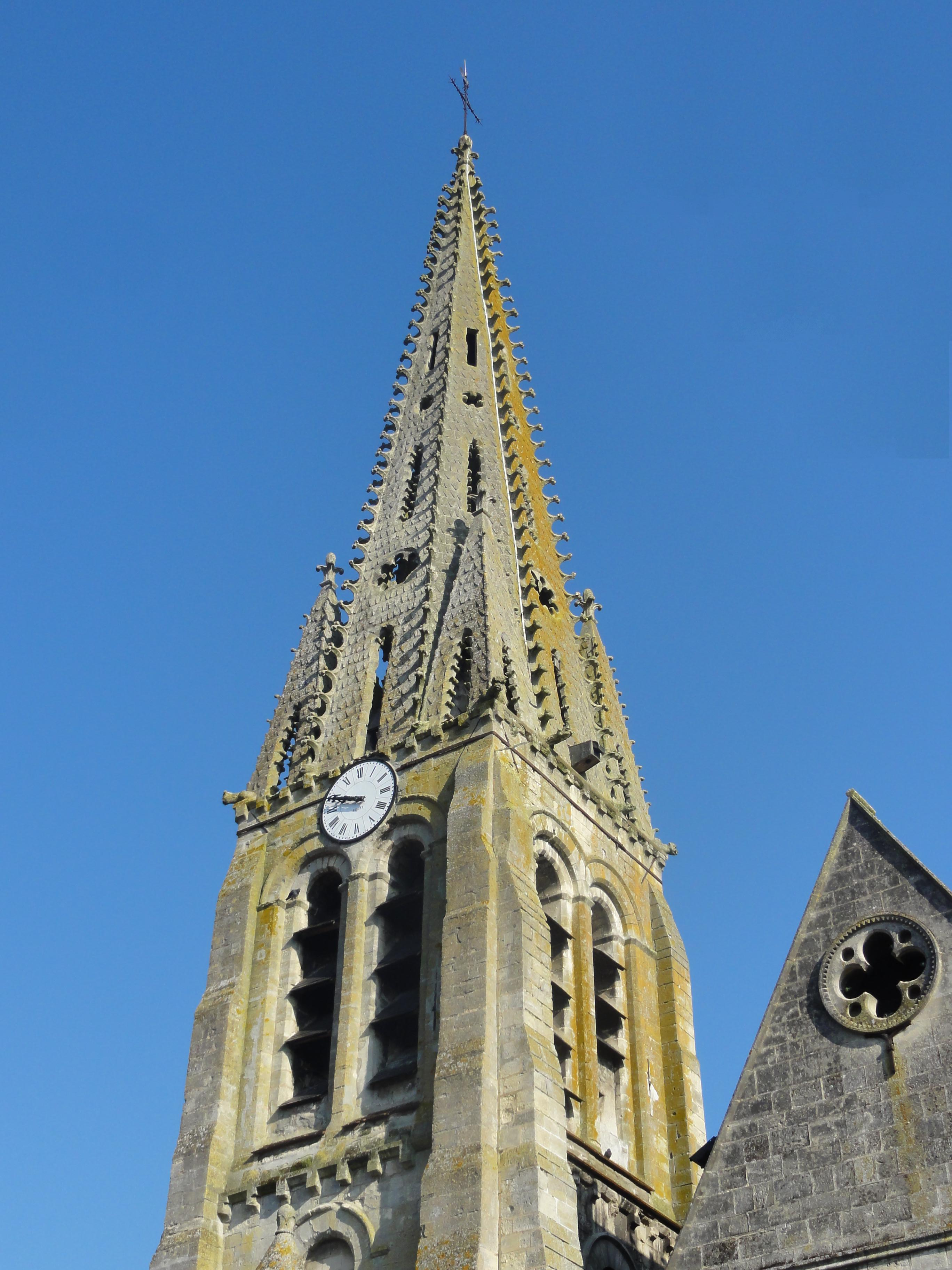
Clocher et flèche.

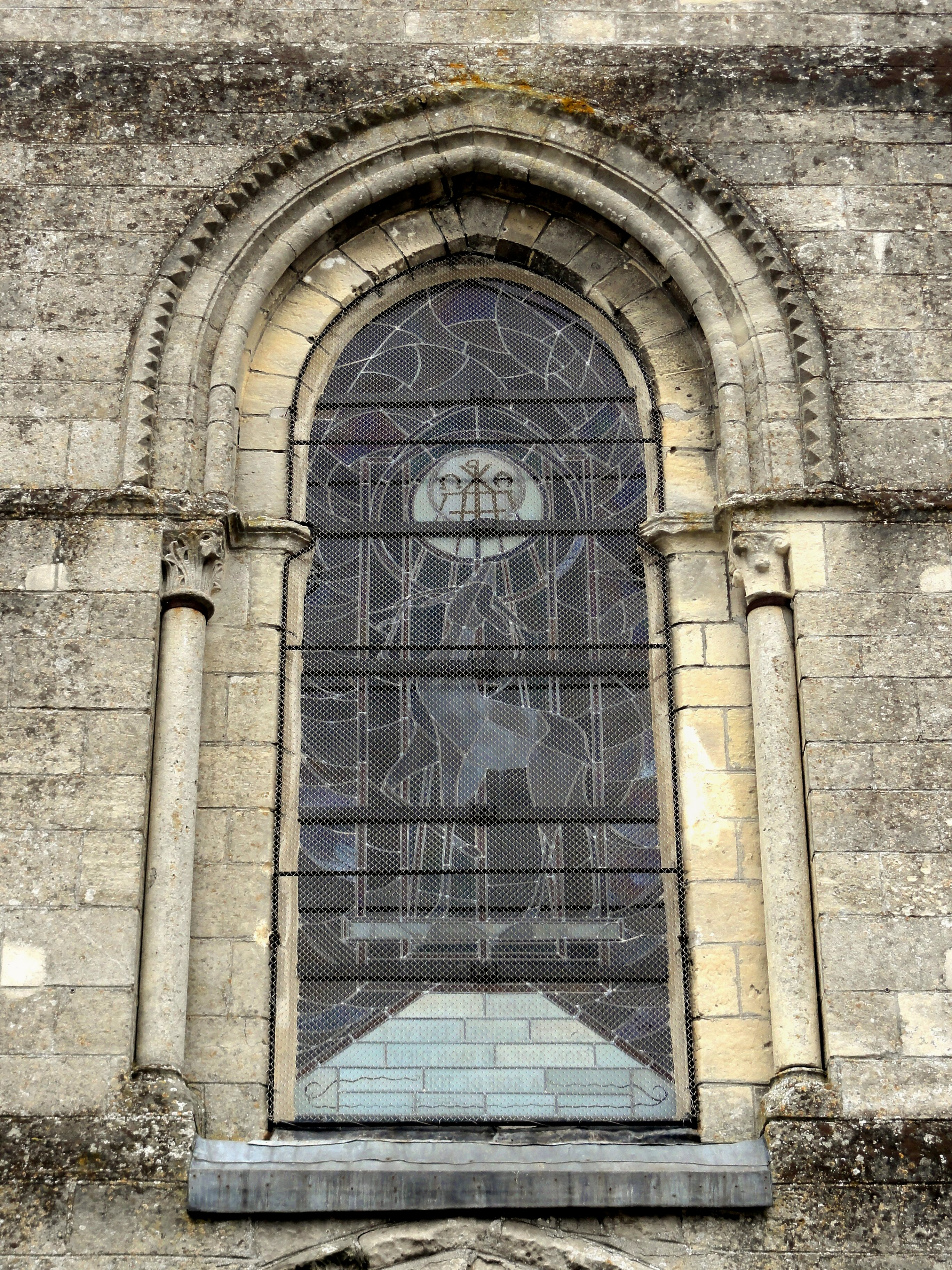
Fenêtre occidentale de la nef.

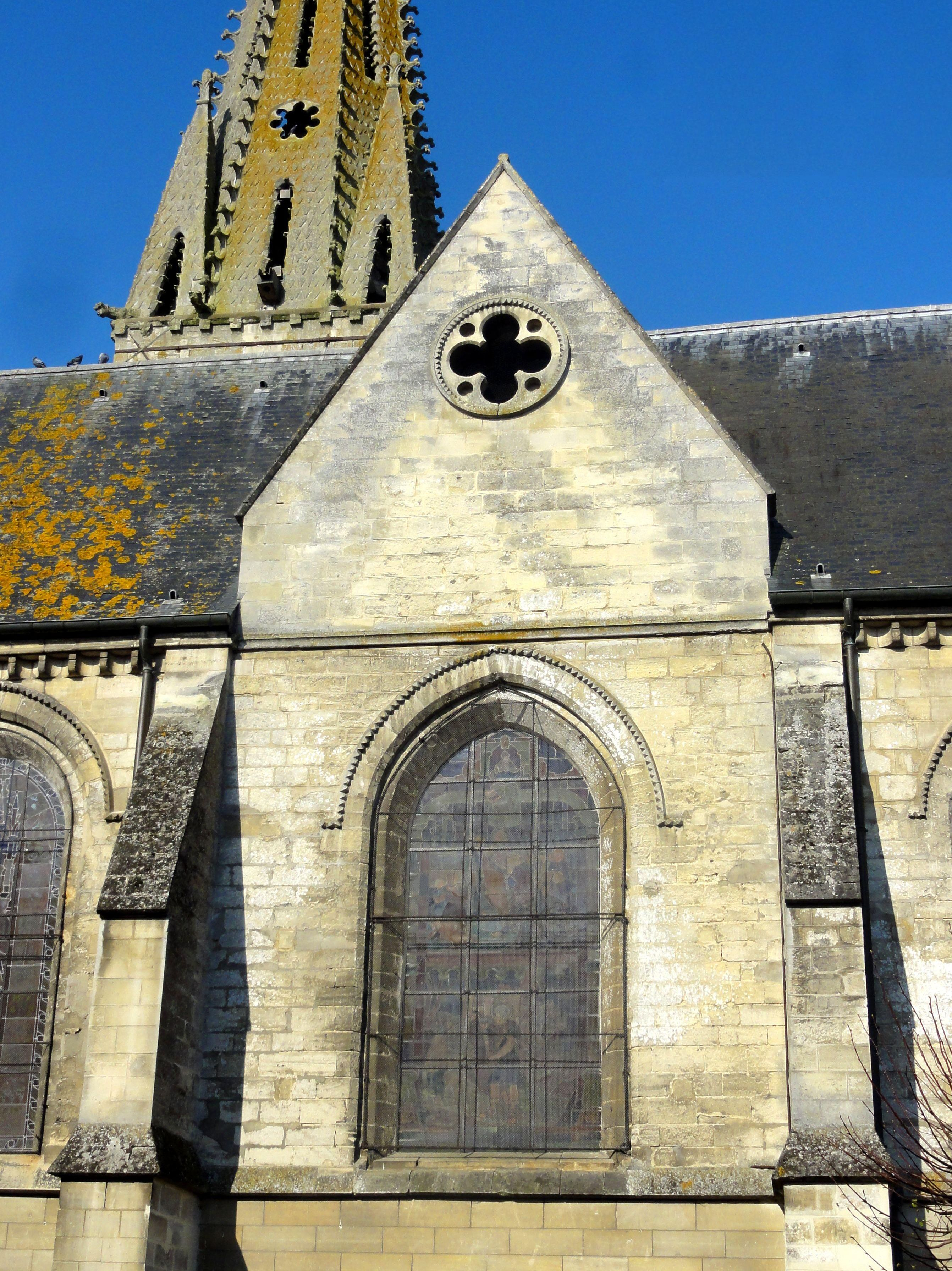
Baie d'axe du chevet.

De la façade occidentale, seule la partie centrale reste authentique, avec son portail et la fenêtre au-dessus. La façade, très sobre, est encadrée par des contreforts à ressauts caractéristiques du style gothique primitif : deux pour la nef et un pour chacun des deux bas-côtés. Il est également à noter que les murs eux-mêmes se retraitent à plusieurs reprises, à l'instar des constreforts : pour les bas-côtés, deux fois au-dessous du seuil des fenêtres, et pour la nef, une fois au niveau des impostes du portail se poursuivant par des larmiers ; une fois au niveau du seuil de la fenêtre au-dessus ; une troisième fois au niveau des abaques des chapiteaux des colonnettes flanquant cette même fenêtre ; et une quatrième fois à la naissance du pignon. Ce dernier est percé d'un oculus rond entouré d'un cordon en dents de scie, d'une gorge et d'un tore. La même décoration a été appliquée à l'archivolte en tiers-point de la fenêtre occidentale de la nef. L'archivolte retombe sur les chapiteaux à crochets de fines colonnettes en délit. La fenêtre elle-même est plus petite que l'espace circonscrit par les colonnettes et l'archivolte, et le tailloir des chapiteaux prend la forme d'une tablette sur laquelle repose également la voussure de la fenêtre, non décorée. Le portail est plus large que la fenêtre, mais la composition de sa décoration est analogue, avec toutefois un tore supplémentaire et une frise de feuilles d'acanthe au lieu des dents de scie. Le tympan reste nu, mais sa partie inférieure et le linteau de la porte rectangulaire à double vantail a été remplacée par un bloc en béton.
Les bas-côtés sont éclairés à l'ouest par d'étroites fenêtres non décorées en plein cintre. Elles ne datent que des restaurations de la seconde moitié du XIIIe siècle, et bien que le plein cintre soit encore employé occasionnellement sur des ouvertures des premières églises gothiques dans certains cas, aucun autre exemple n'existe dans les parties authentiques de l'église Saint-Martin de Plaily, exception faite du clocher. Les contreforts des bas-côtés sont strictement verticaux, scandés par un unique glacis dans leur partie inférieure, et recouverts par des chaperons. Tous ces contreforts sont plus élevés que les murs gouttereaux, et les premiers contreforts à l'ouest sont reliés au pignon de la façade occidentale, et leur culée est donc plus large. Au-dessus des toits en appentis des bas-côtés, apparaît la corniche de corbeaux des murs hauts de la nef. Les murs des bas-côtés se terminent par contre par de simples bandeaux. Au nord, les fenêtres sont en tiers-point, mais étant donné la reconstruction des murs gouttereaux des bas-côtés au début du XVIIe siècle, et la forme en plein cintre des baies du bas-côté sud conforme à cette époque, il doit s'agir d'une reconstitution du XIXe siècle, tout en sachant que seul le bas-côté nord a été refait au XIXe siècle. Le portail nord, très sobre, possède un tympan avec une arcature trilobée en bas-relief. Son homologue au sud est de style Renaissance, flanqué par deux pilastres et surmonté par une niche avec une statue de la Vierge. Cette niche possède un fronton triangulaire et est cantonnée de deux pilastres ioniques, et des ailerons à faible relief font le lien avec le portail. Rien n'est à signaler sur la porte dans la première travée du bas-côté sud.
Les élévations latérales du chœur sont beaucoup moins homogènes que celles de la nef et des bas-côtés, car issues de deux campagnes de travaux différents, et comportant le clocher au-dessus de la première travée du collatéral sud. Ce clocher compte deux étages, dont l'étage de beffroi est nettement plus élevé que la base et le premier étage. La tour est d'un style très austère, avec une décoration très limitée par rapport à d'autres clochers contemporains de la même région. Au sud, elle est accostée par une tourelle d'escalier ronde, allant jusqu'au milieu du premier étage et coiffée d'un toit conique en pierre. Elle obstrue en grande partie une fenêtre plein cintre bouchée, et surmontée d'un sourcil comme seule ornementation. Des fenêtres identiques subsistent à l'est et à l'ouest. L'étage de beffroi est délimité par une corniche reposant sur des corbeaux cubiques non sculptés. Chaque face est percée de deux étroites ouvertures abat-son plein cintre, s'inscrivant dans des ébrasements beaucoup plus larges. Un bandeau entourant les claveaux des voussures supérieures et des tablettes au niveau des impostes constituent le seul décor. Chaque angle du clocher est épaulé par deux contreforts à ressauts de la même facture que celles de la façade occidentale, et allant jusqu'au sommet de l'étage de beffroi. Seuls les contreforts du côté sud vont jusqu'au sol, les autres se fondent dans le mur goutterau sud et dans les toitures, et sont remplacés à l'intérieur de l'église par des structures esthétiquement plus adaptées à l'espace intérieur. Quant à la flèche, elle compense avec son élégance la sobriété du reste. S'inscrivant dans une lignée commencée par la flèche de l'église Saint-Vaast de Saint-Vaast-de-Longmont, elle est octogonale et cantonnée de quatre pyramidons, destinés à éviter une rupture abrupte entre le plan carré et le plan octogonal. Les pyramidons sont couronnés par des fleurons, et leurs arêtes tout comme celles de la flèche principale sont garnies de crochets nettement découpés, tous identiques. Les faces sont recouverts d'écailles, et percées d'ouvertures longitudinales et d'oculi. Ils ont comme mission de limiter la résistance aux vents et d'alléger la structure, et si l'on considère la flèche comme postérieure à la tour proprement dite, elle est si légère que la tour n'a nécessité aucun renforcement lors de son ajout.
À droite du clocher en regardant depuis le sud, la deuxième travée du bas-côté sud du chœur est comme écrasée par le clocher et la chapelle sud, beaucoup plus large et plus élevée. La fenêtre en tiers-point de cette seconde travée est de la même forme que la fenêtre occidentale de la nef, mais le décor est différent : Dans un double ébrasement, deux tores retombant sur deux paires de colonnettes nettement espacées trouvent leur place. De simples bagues remplacent les chapiteaux. Une baie identique se trouve dans la seconde travée du collatéral nord du chœur, dont la baie de la première travée datant encore des années 1160 / 1170 n'a pas encore été décrite : Il s'agit en fait d'une fenêtre identique à celles du bas-côté nord, sauf qu'un glacis se trouve au niveau du seuil, se poursuivant sur tout le mur entre les deux contreforts. Les restaurateurs du XIXe siècle ont dû se servir de cette fenêtre comme modèle. Quant aux trois travées du chevet formant chœur-halle, leurs cinq fenêtres au total sont toutes identiques : en arc brisé, de grandes dimensions mais dépourvu de remplage (qui n'existait pas encore à la période prérayonnante), et s'inscrivant dans un ébrasement plus grand surmonté d'un cordon en pointe-de-diamant. Les contreforts de la travée de l'axe du chevet sont plus saillants que les autres. Ils présentent un ressaut dans leur partie inférieure, un larmier au niveau du seuil des fenêtres, et un long glacis à leur sommet, alors que les contreforts d'angle possèdent deux courts glacis successifs en hauteur. Les trois pignons sont chacun percés d'un quatre-feuilles. Reste à remarquer la corniche des murs gouttereaux du chœur, composée de moulures concaves : ce type de corniche est presque inconnu dans les environs, où elle apparaît seulement à Ermenonville, mais très répandu en Bourgogne.

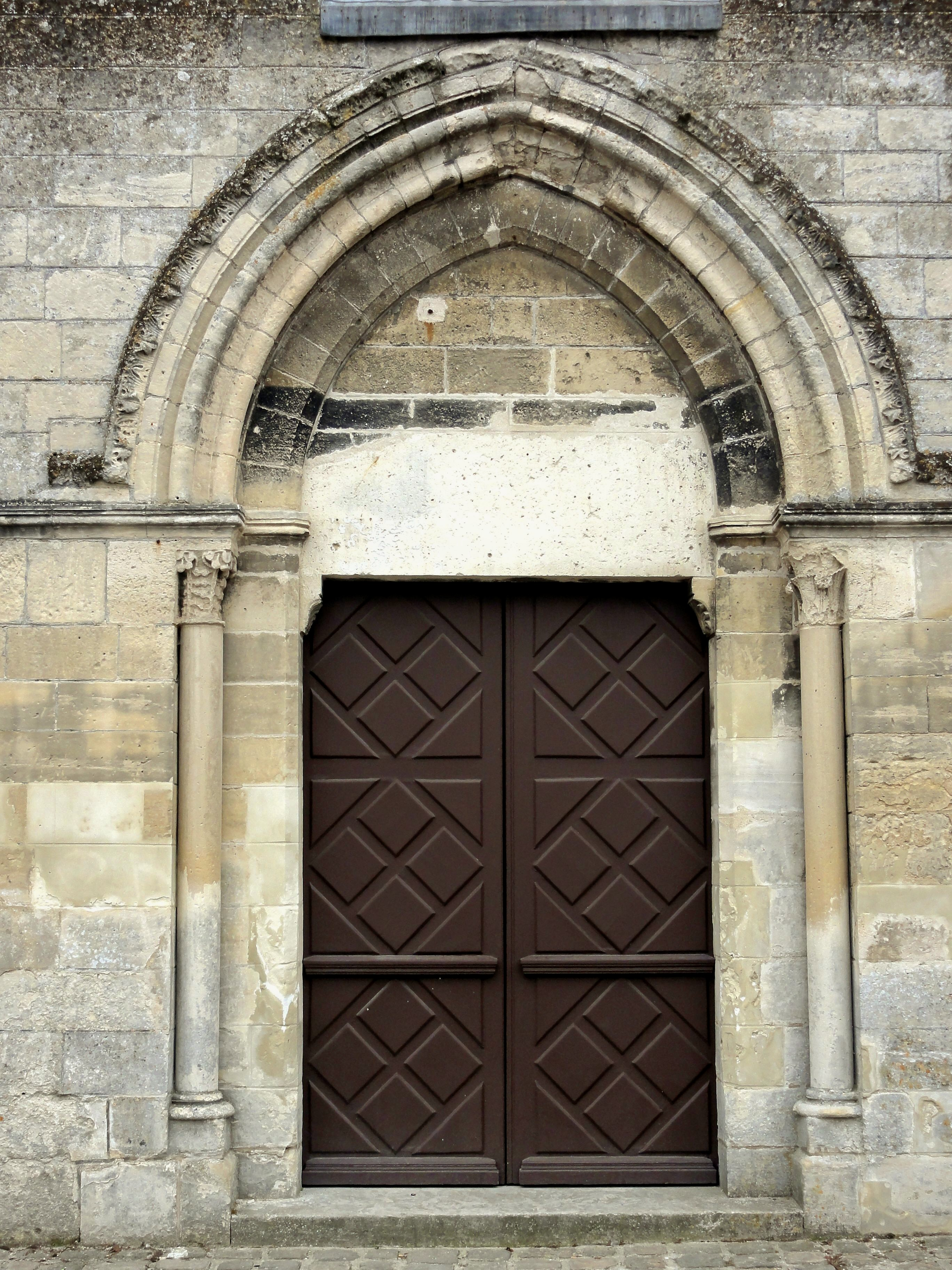
Portail occidental des années 1170.
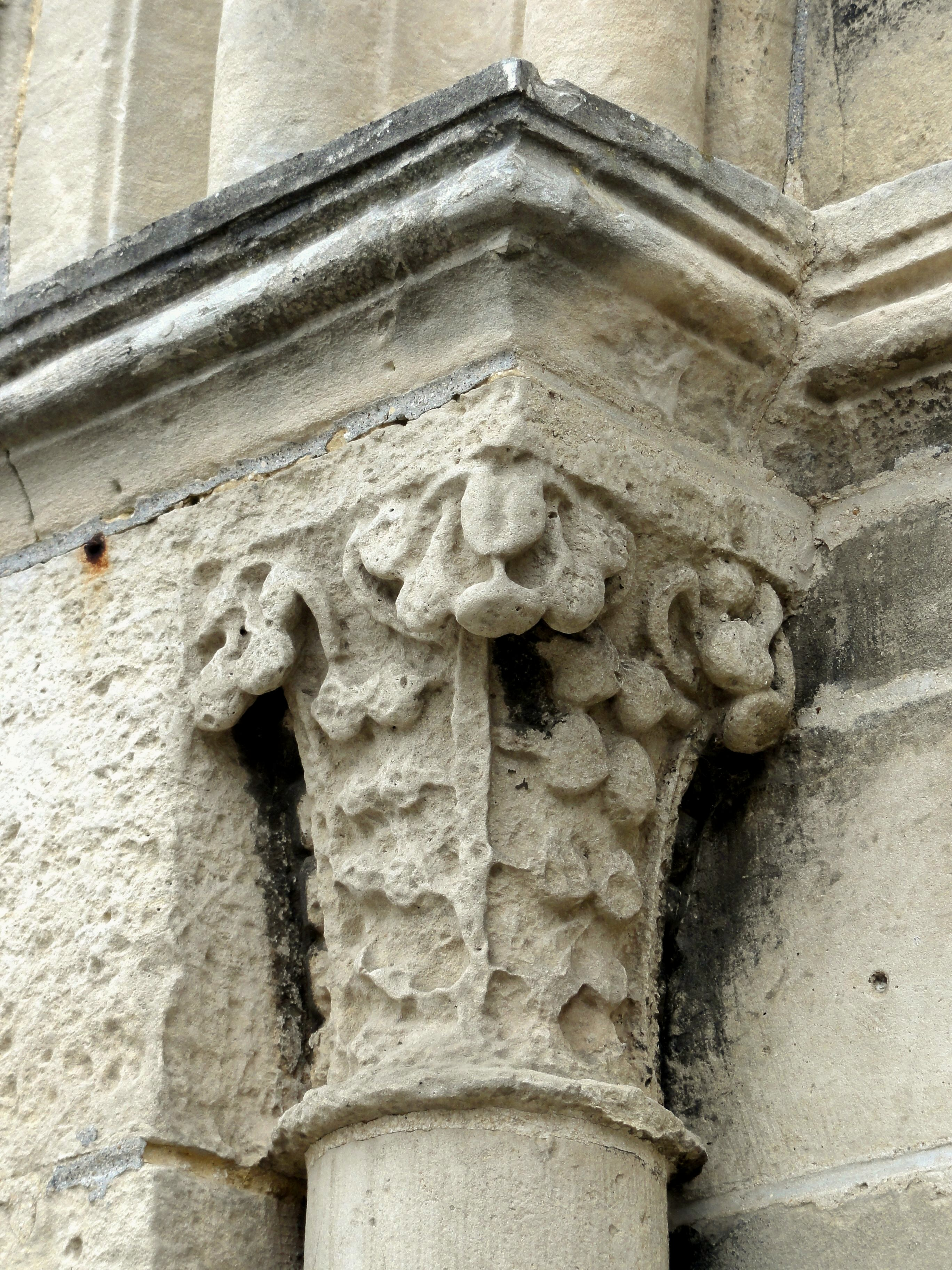
Chapiteau de gauche du portail.
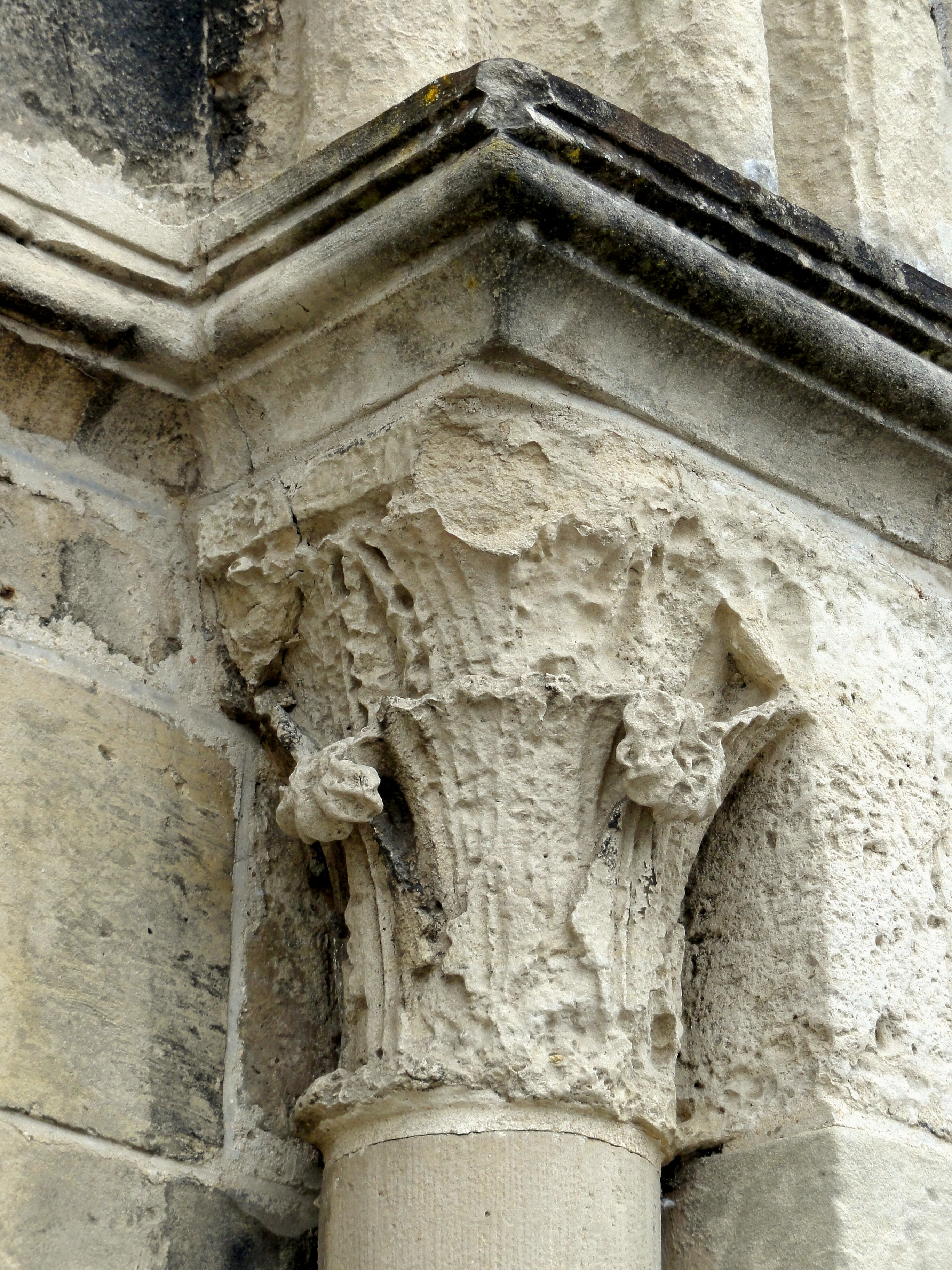
Chapiteau de droite du portail
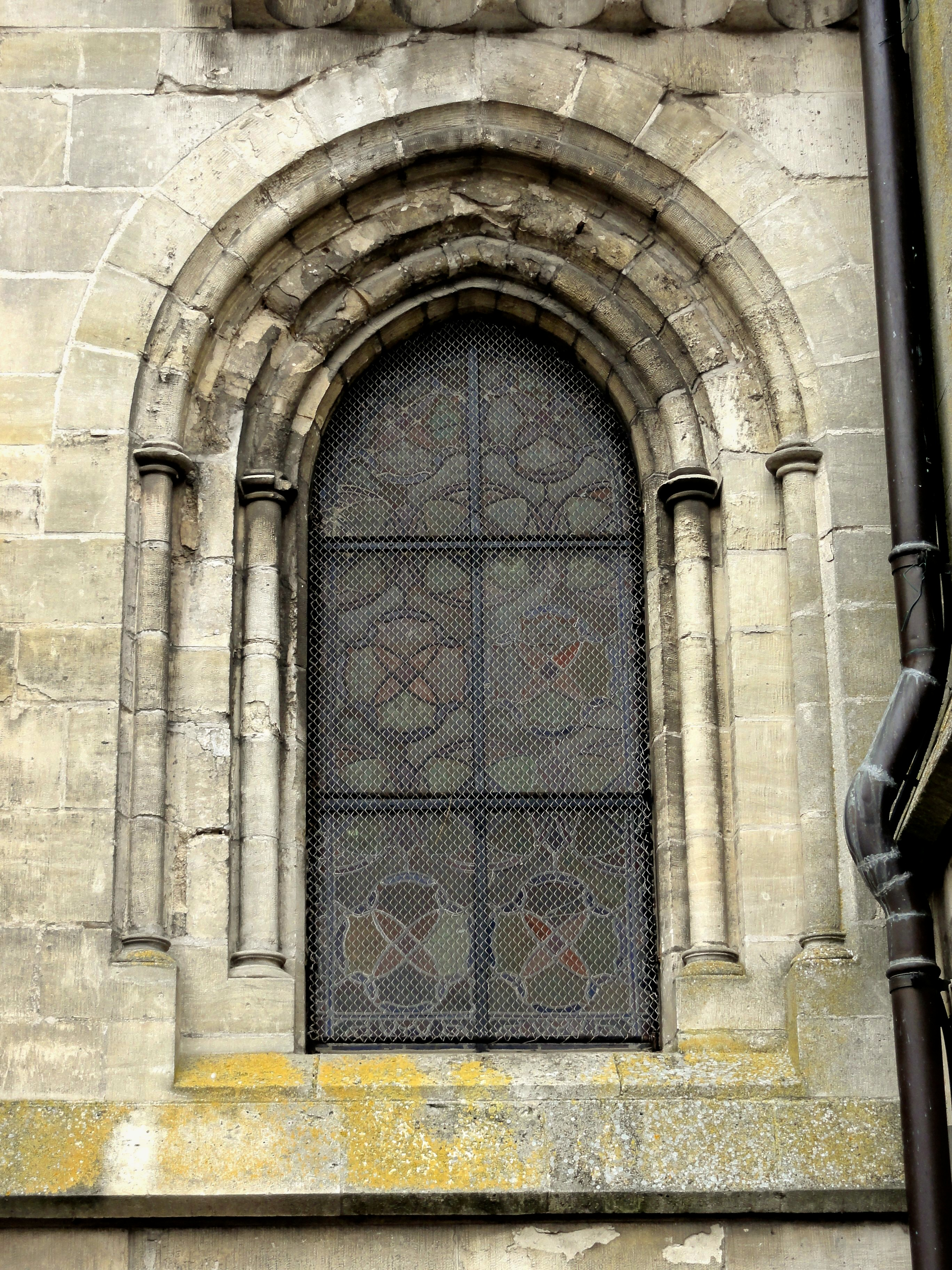
Baie des 2e travées des collatéraux du chœur.
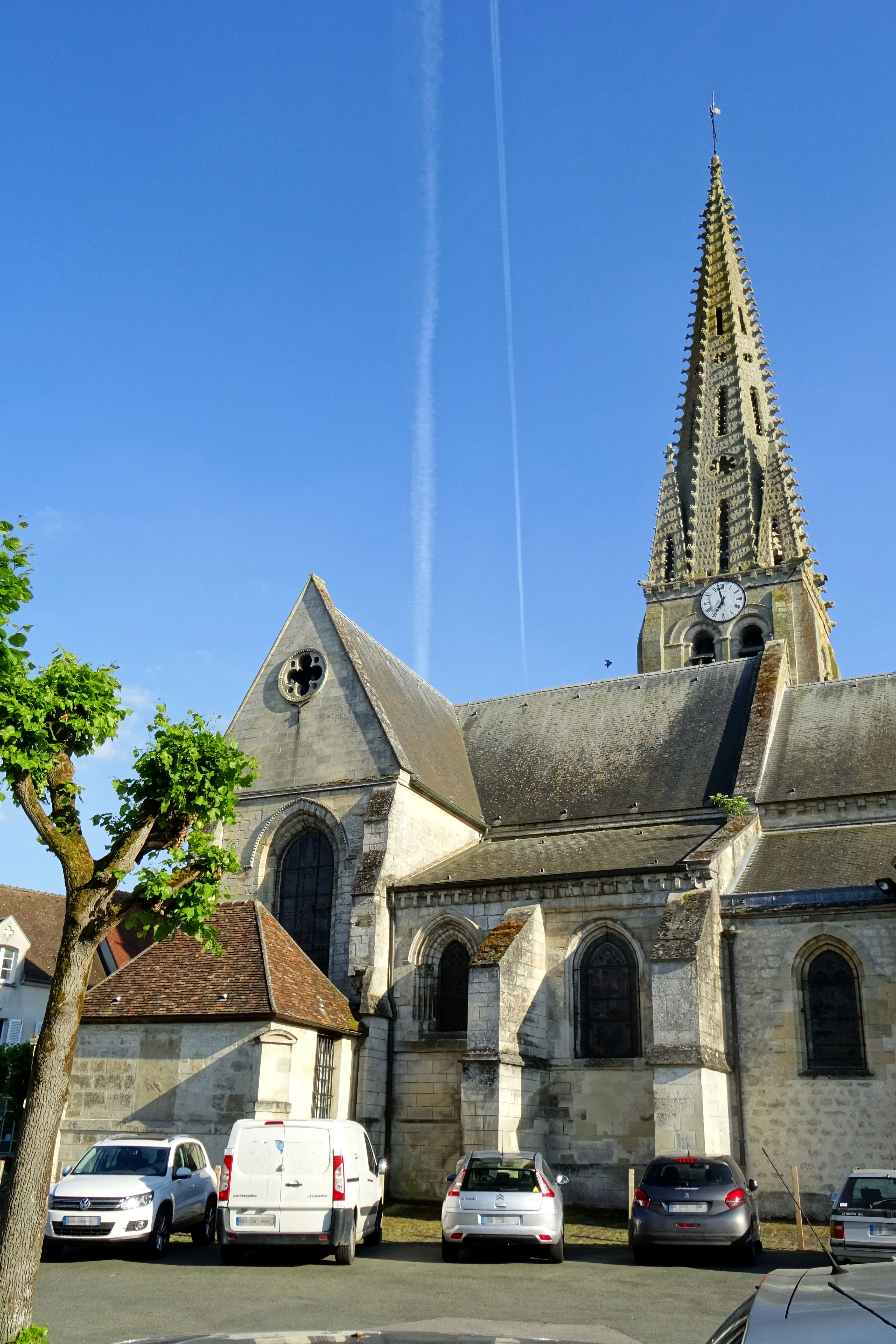
Vue depuis le nord.

### Intérieur

#### Nef et bas-côtés

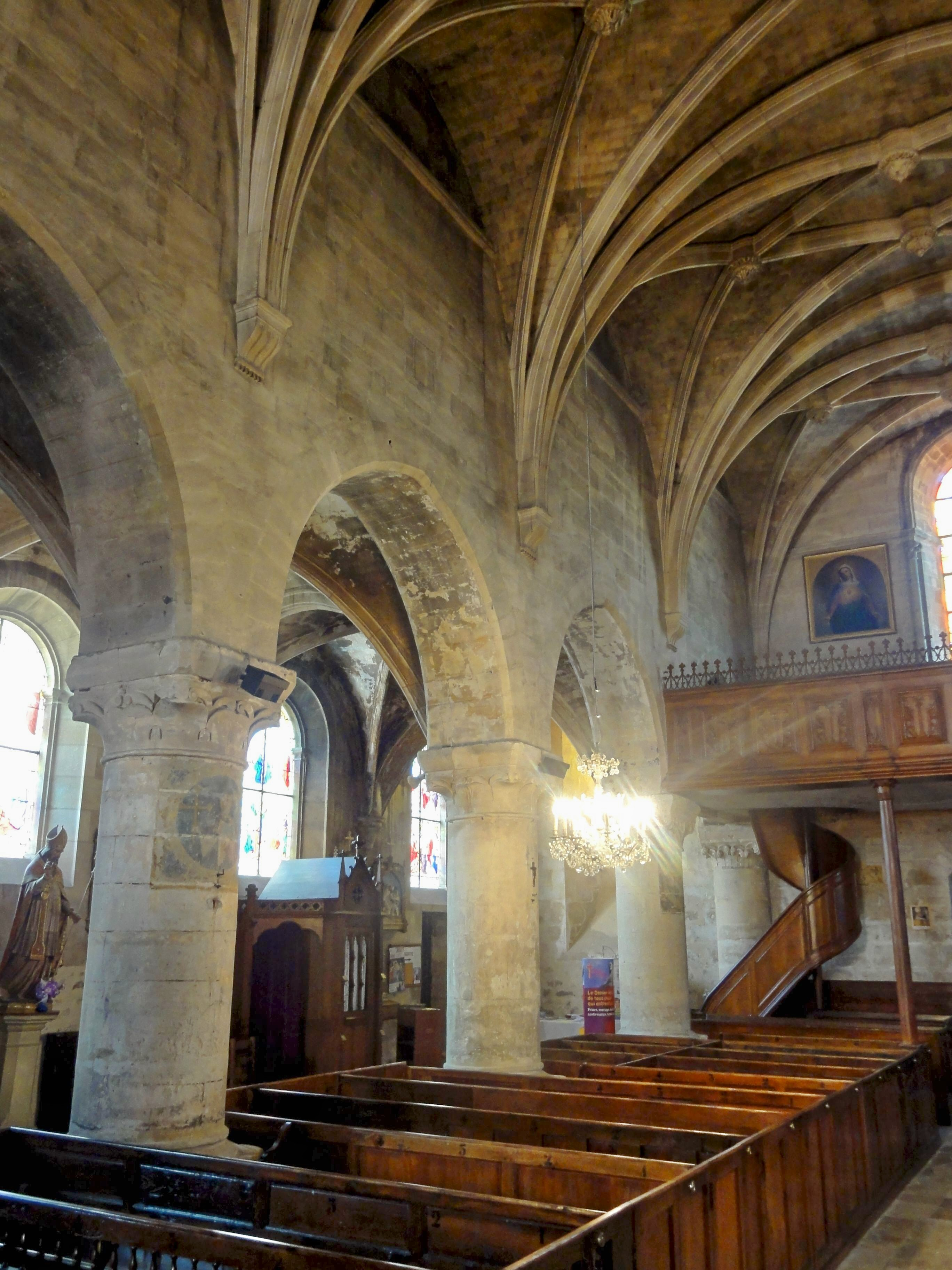
Grandes arcades de la nef.

Selon Dominique Vermand, le voûtement de la nef et des bas-côtés à la fin du XVIe siècle est une mesure regrettable, altérant considérablement cette partie de l'édifice avec l'aveuglement des fenêtres du vaisseau central, et lui faisant perdre ses indéniables qualités monumentales. En effet, la nef est très sombre même par un jour de plein soleil : elle n'est éclairée qu'indirectement par les fenêtres des bas-côtés, quatre au nord et trois au sud, ainsi que les trois fenêtres occidentales, tout en sachant que des maisons se situent à proximité du bas-côté sud. En plus, les deux premières travées du vaisseau central du chœur sont dépourvues de fenêtres hautes elles aussi. Les voûtes à losange central de la nef représentent néanmoins des réalisations de qualité. En lieu et place des ogives, deux liernes partent de chaque angle de la voûte pour rejoindre les extrémités du losange. On y trouve des petites clés de voûte pendantes, qui sont sculptées de feuillages, et entourées d'un rang d'oves et de dards. Le même motif, inspiré de la Renaissance, se répète partout. De même, les consoles qui reçoivent les arcs-doubleaux sont tous identiques. Galbés en forme de doucine, elles sont entaillées d'un triglyphe et retombent sur des gouttes. Les arcs formerets font défaut, ce qui est fréquent pour les voûtes installées après coup. Cela vaut aussi pour les bas-côtés. Ce sont les voûtes du bas-côté sud qui sont les plus soignées. Elles disposent de clés pendantes de style Renaissance et retombent sur des culs-de-lampe décorées d'une section d'entablement et de feuilles d'acanthe. Il y a un motif pour les culs-de-lampe engagés dans le mur gouttereau sud, plus fouillé, et un motif pour les culs-de-lampe incrustés dans les piliers gothiques côté nef, moins plastique. Dans le bas-côté nord, les doubleaux et ogives se fondent directement dans les murs, et les clés de voûte sont seulement ornées d'une rose ou d'un écusson ; deux sont manquantes.
L'intérêt de la nef réside avant tout dans les grandes arcades en tiers-point. Elles sont d'une facture austère, à un simple rang de claveaux, aux arêtes taillées en biseau, sans aucune mouluration. Moyennant de gros chapiteaux aux tailloirs carrés, elles retombent sur des piliers monocylindriques appareillés en tambour, ou respectivement des piliers engagés au revers de la façade et côté chœur. Il reste encore huit chapiteaux, sachant que la nef comporte cinq travées, et que trois chapiteaux ont été sacrifiés pour l'installation du banc d'œuvre et de la chaire du XVIIIe siècle, qui constituent par ailleurs des œuvres remarquables d'ébénisterie de style Louis XV. Il n'y a pas non plus de chapiteau à la fin des grandes arcades du sud, qui butent contre un contrefort du clocher. Les chapiteaux, de grandes dimensions, sont pratiquement tous sculptés différemment. On y voit des palmettes de feuilles d'acanthe, des feuilles simples associées à des volutes stylisées, des feuilles d'eau avec des volutes épanouies, en un ou plusieurs rangs superposés, ou des tiges perlées. Dans tous les cas, la sculpture a été réalisée avec une grande dextérité, et les compositions sont très réussies. Il est à noter que le motif des tiges perlées (visible sur le premier pilier isolé du sud) trouve sa première application à grande échelle dans la cathédrale de Senlis, entre 1153 et 1175 environ, et que l'apparition de ce motif à Plailly ne saura être fortuite. Au-dessus des piliers isolés, et derrière la retombée des voûtes, on décèle encore les traces de reprise de l'appareil lors de la suppression des fenêtres hautes, qui n'ont pas été simplement bouchées. Plus haut, dans la lunette des voûtes, court un bandeau mouluré horizontal, qui devait marquer le sommet des murs avant le voûtement. Des témoignages du passé d'un autre ordre constituent les croix de consécration peints conservés sur le premier pilier isolé du nord, ainsi que sur le premier et le troisième pilier du sud. Ce sont des médaillons à l'effigie d'un saint portant une petite croix, dans un encadrement décoratif carré, avec des fleurs de lys aux écoinçons.

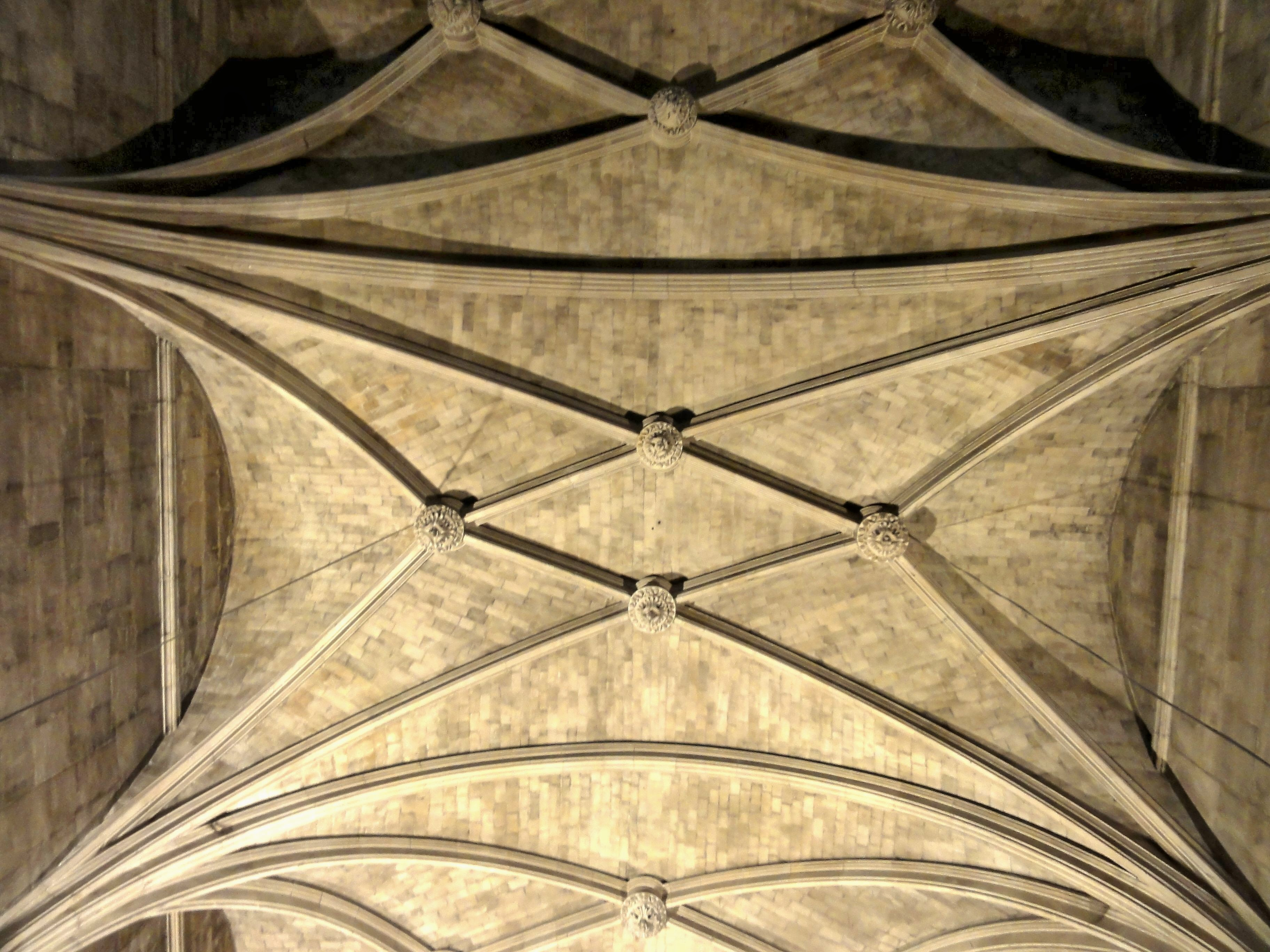
Voûte de la nef.
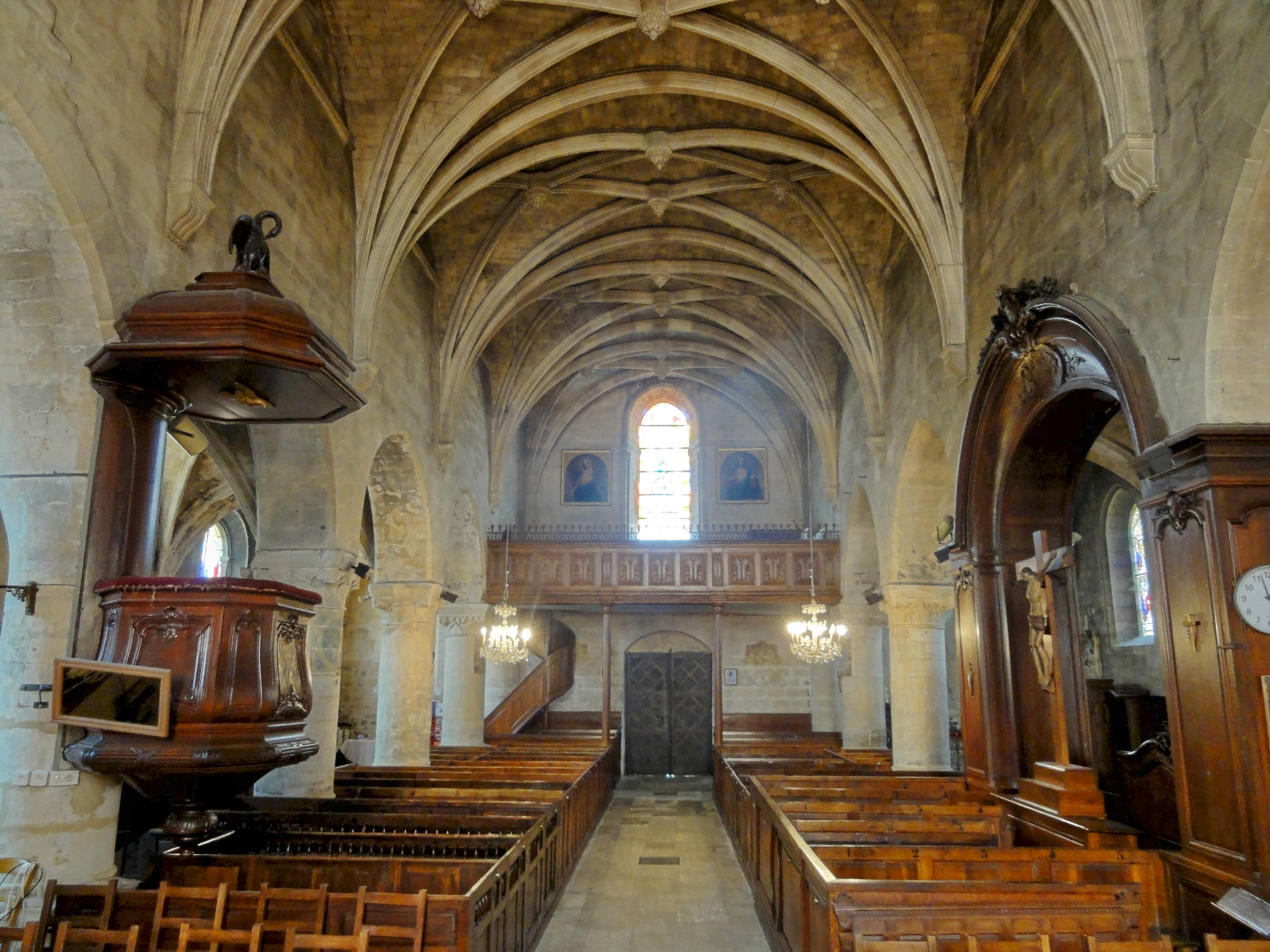
Vue générale de la nef.
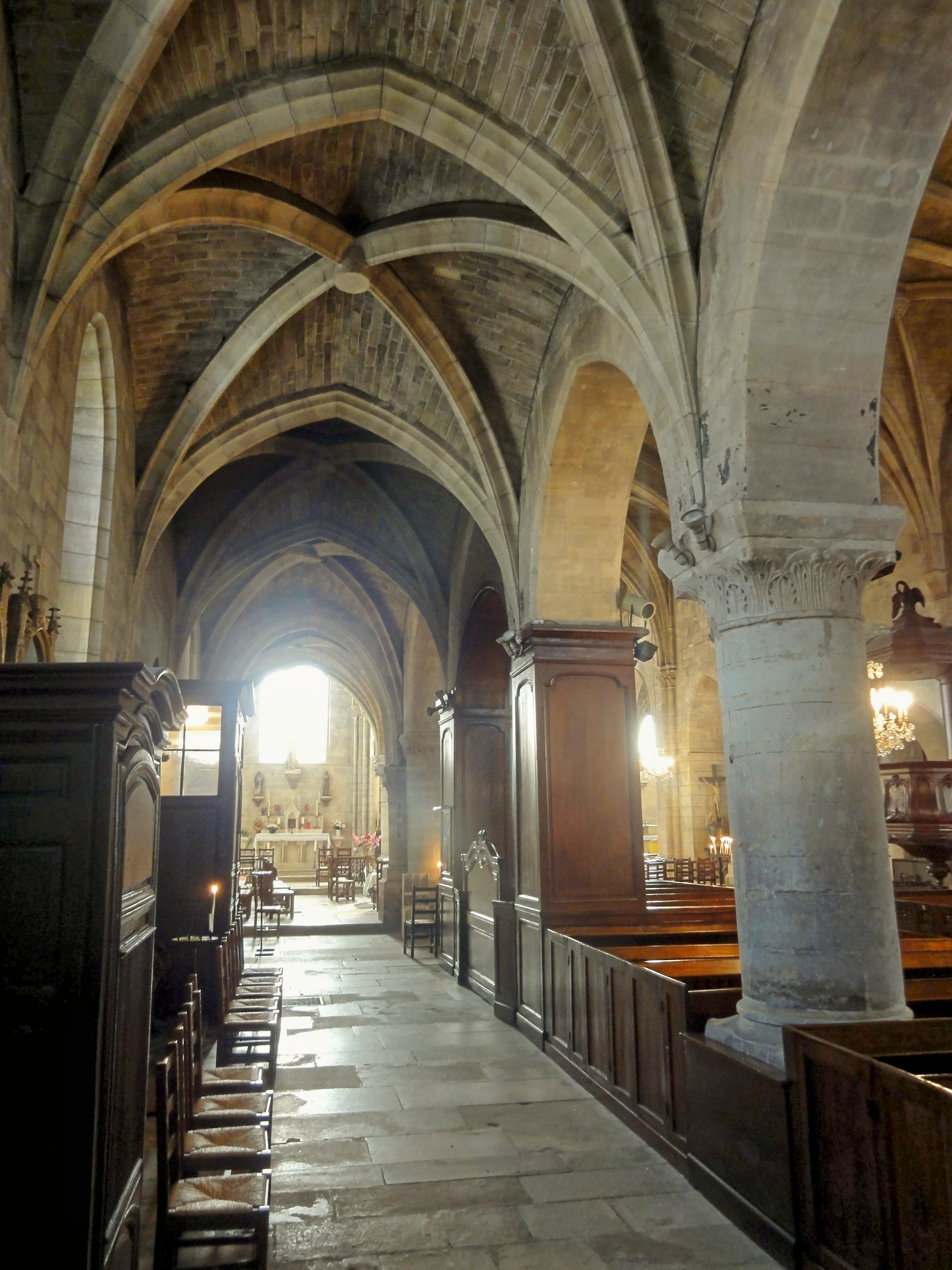
Bas-côté nord, vue vers l'est.
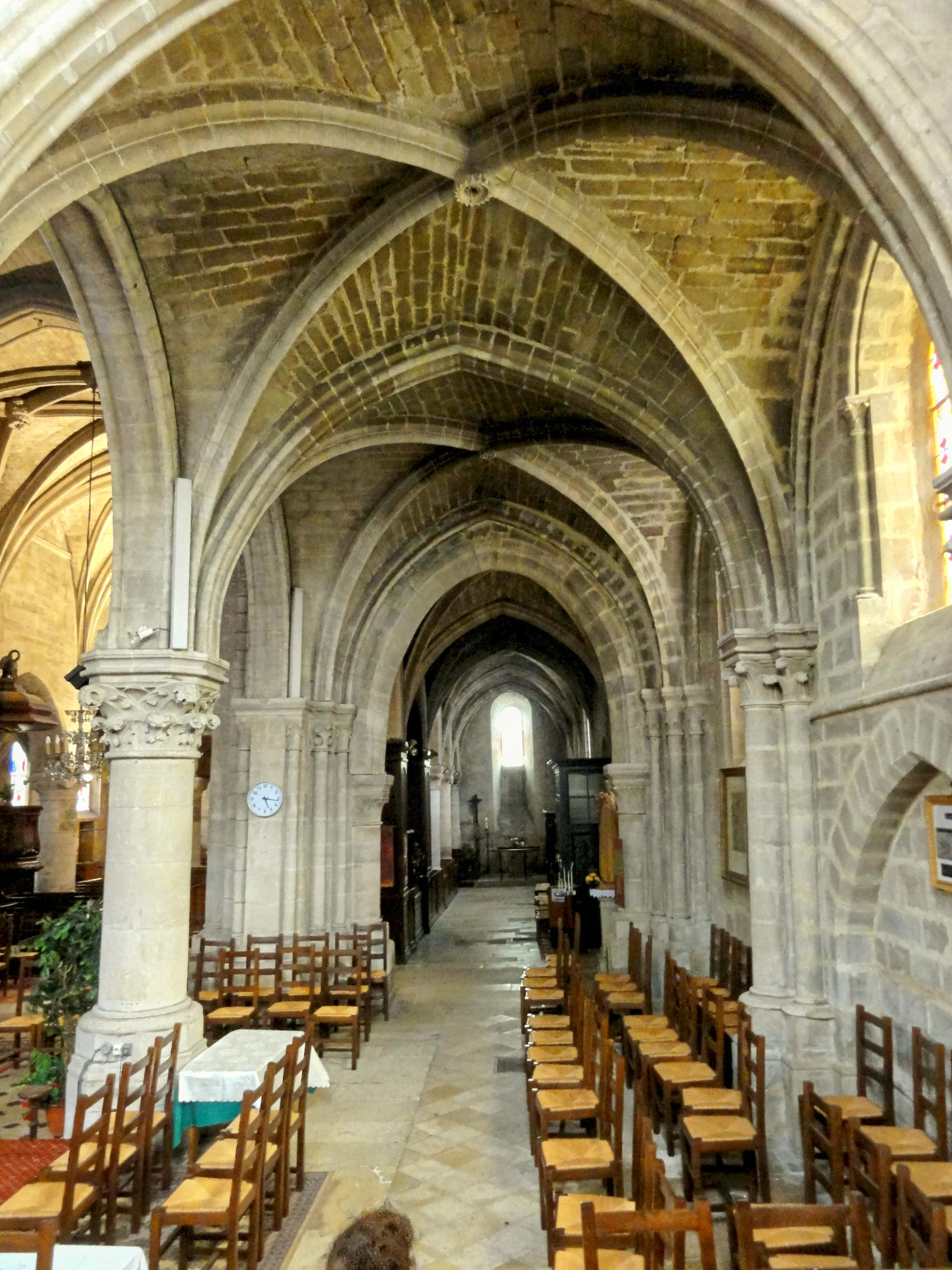
Bas-côté nord, vue vers l'ouest.
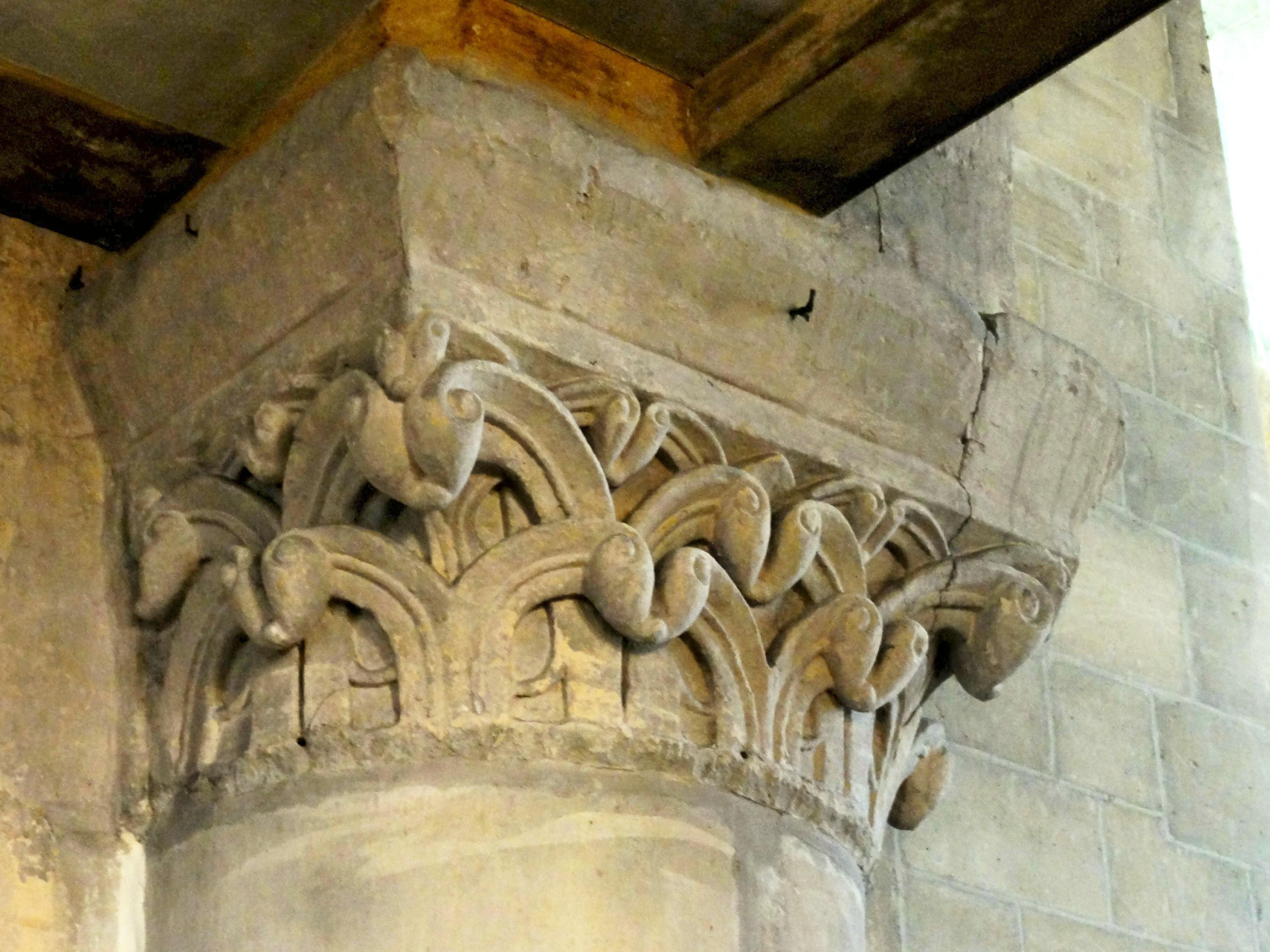
Chapiteau au revers de la façade de la nef.
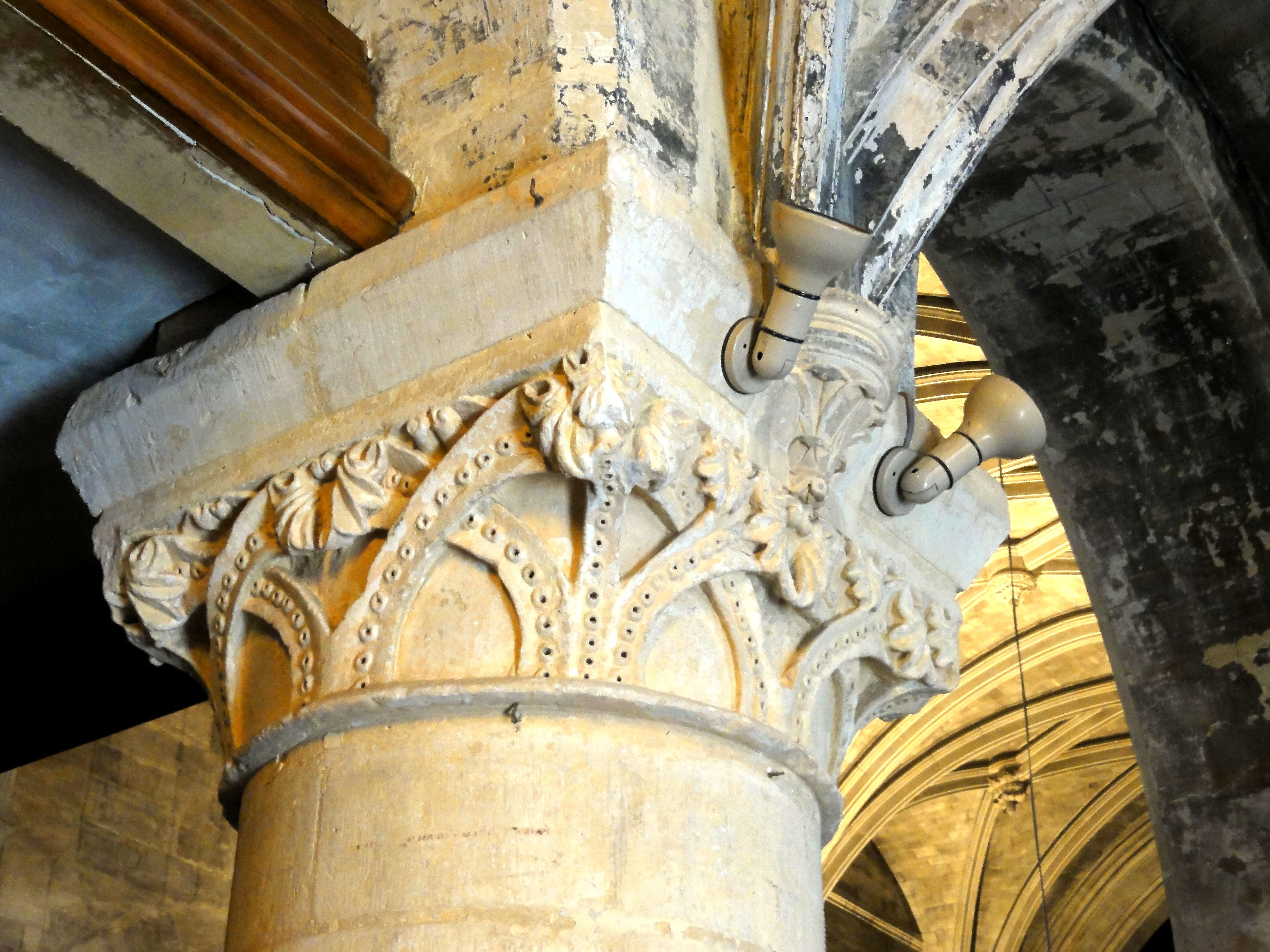
Chapiteau de tiges perlées au nord de la nef.

#### Parties orientales

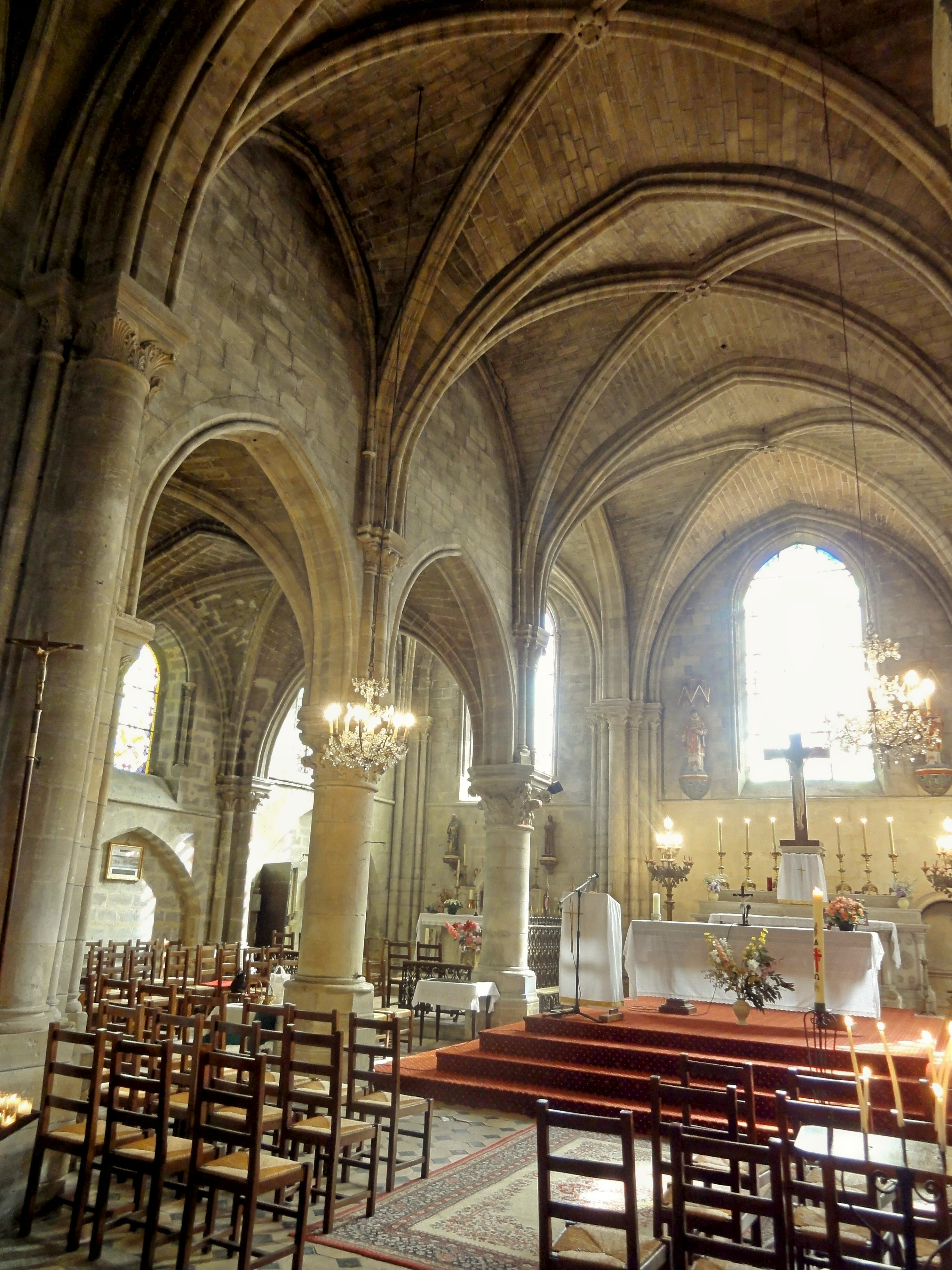
Vaisseau central et collatéral nord du chœur.

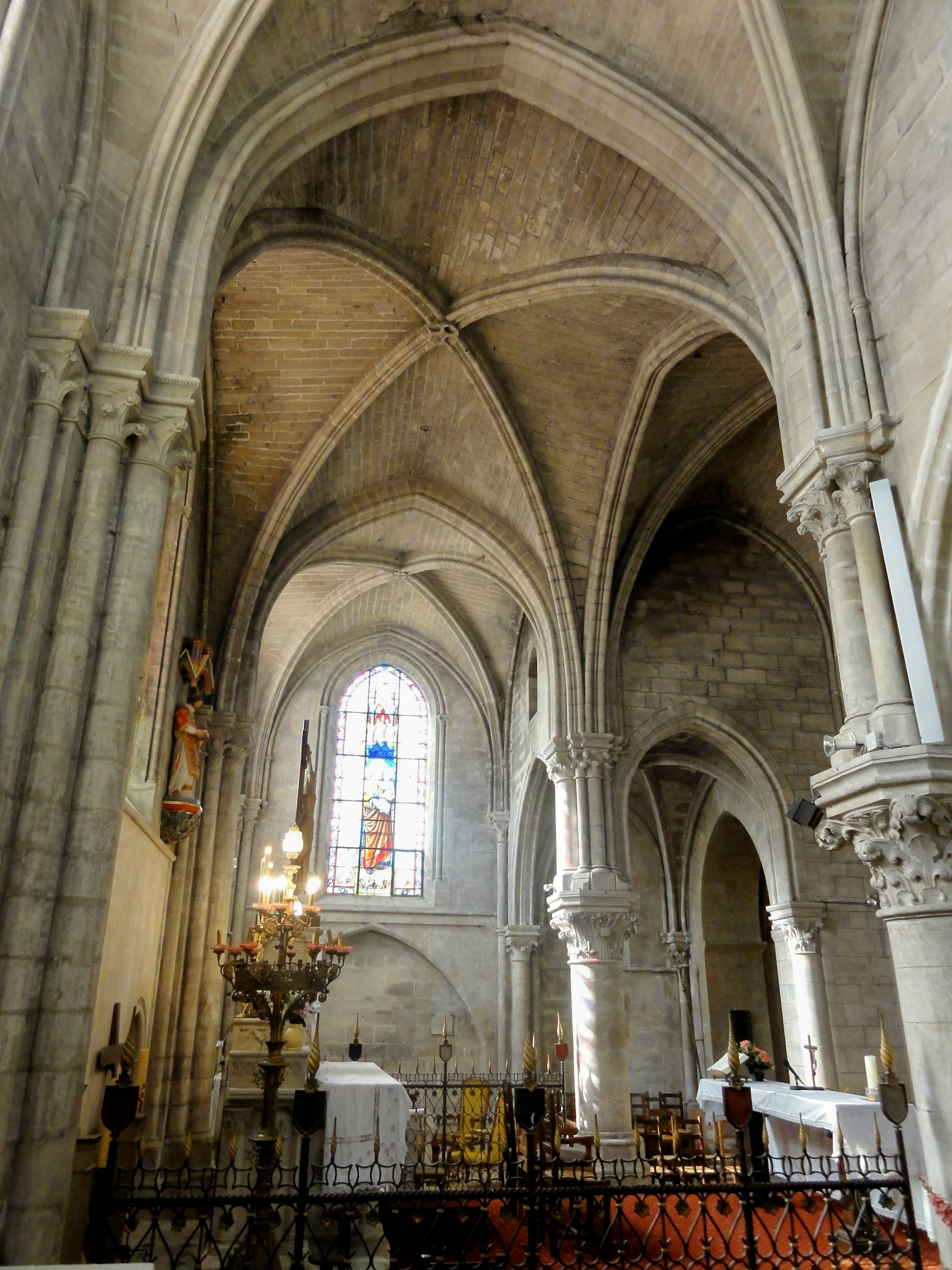
Travées orientales du chœur.

L'arc triomphal retombe sur de gros chapiteaux de feuilles d'acanthe de fortes colonnes engagées, cantonnées chacune de deux colonnettes dont les chapiteaux reprennent le même motif. Du côté de la nef, ces chapiteaux reçoivent l'arc-doubleau de l'arc triomphal ; du côté du chœur, ils reçoivent les ogives de la voûte, le doubleau étant reçu par les mêmes gros chapiteaux que l'arcade principale. Les formerets de la première travée du chœur retombent sur de simples consoles à l'ouest, et sur le tailloir commun de faisceaux de trois colonnes et colonnettes entre la première et la seconde travée. Au sud, ce faisceau est engagé dans le mur de la base du clocher ; au nord, il retombe sur le grand chapiteau d'une colonne cylindrique, particularité déjà signalée et inspirée de Notre-Dame de Paris. Entre la seconde et la dernière travée du chœur, cette solution a été appliquée tant au nord qu'au sud. Elle est considérée comme particulièrement élégante, et à ce titre, le rehaussement du profil ogival des voûtes du chœur est également à signaler : en effet, les chapiteaux du second ordre sont situés nettement plus bas que la fin réelle des voûtes. Si les feuilles d'acanthe alternent avec les crochets et bourgeons comme seuls motifs des chapiteaux du chœur, les doubleaux encadrant la seconde travée retombent au nord sur des chapiteaux présentant des têtes humaines : une femme à l'ouest (à gauche en regardant depuis le sud) ; une tête couronnée à l'est (à droite). L'on suppose qu'il s'agisse du roi Philippe Auguste. Pour venir aux supports au revers du chevet, ils ne comportent pas les chapiteaux du premier ordre, étant donné que les chapelles latérales atteignent la même hauteur que le vaisseau central du chœur. En plus, il s'agit cette fois-ci de faisceaux de cinq colonnes et colonnettes, les formerets les plus orientaux disposant exceptionnellement de chapiteaux et colonnettes leur étant réservés. Vers le nord et vers le sud, la dernière travée du vaisseau central manque curieusement de formerets.
Les deux premières travées des collatéraux du chœur sont différentes toutes les quatre. Au sud, la base du clocher empiète sur les travées voisines à l'ouest et à l'est. Ses murs sont plus épais que les autres murs, et ses arcades sont moins larges et plus basses, sans décoration sauf un tablier au niveau des impostes. Sa voûte ne compte donc pas de doubleaux, ni par ailleurs de formerets, et le profil des ogives est des plus frustes. Elles retombent sur une colonnette engagée dans chaque angle. La travée du collatéral à l'est de la base du clocher s'ouvre sur le vaisseau central par une arcade nettement plus étroite que la travée elle-même. Cette arcade retombe à l'est sur l'un des trois gros piliers déjà évoqués, et à l'ouest sur un pilier de dimensions moyennes, mais de la même facture. Un pilier identique se trouve également au sud de l'arcade faisant communiquer cette même travée avec la chapelle sud du chœur côté est. Il est flanqué de deux colonnettes : une pour le formeret à l'intérieur de la travée ; une autre plus haute pour les nervures de la voûte de la chapelle sud du chœur. L'absence de formeret du côté du vaisseau central doit être motivé par le manque de place sur le pilier cylindrique isolé. La fenêtre est décorée intérieurement par une archivolte torique et des colonnettes à chapiteaux, ressemblant au décor extérieur de la fenêtre occidentale de la nef. L'on trouve cette même décoration pour la fenêtre lui faisant face au nord, mais s'y ajoute une arcature plaquée en dessous de la fenêtre. Contre le mur du nord, où aucune base de clocher n'oblige à des compromis, les voûtes des deux premières travées du collatéral retombent sur des faisceaux d'une colonne et de deux colonnettes des plus conventionnels, les colonnes correspondant aux doubleaux et les colonnettes à la fois aux ogives et formerets. Conformément à ce qui a été observé dans la seconde travée du collatéral sud, des formerets n'existent qu'au revers du mur extérieur.
Les trois travées les plus orientales formant chœur-halle constituent sans conteste le point fort de l'architecture de l'église Saint-Martin de Plailly. Les grandes fenêtres sont encadrées par de minces colonnettes avec des chapiteaux de taille réduite, préfigurant l'art gothique rayonnant, mais encore sans remplage. Dans le soubassement des fenêtres, des arcatures aveugles non décorées allègent la structure. Une moulure horizontale court le long des murs entre le seuil des fenêtres et les arcatures. Les doubleaux sont encore des ogives surhaussées, comme dans le reste du chœur. La superposition des gros piliers cylindriques isolés et de faisceaux de colonnettes vers l'ouest, et les faisceaux de cinq colonnettes au revers du mur du chevet, ont déjà été signalés, tout comme les colonnettes uniques au revers des murs sud et nord, à côté des arcades ouvrant sur les collatéraux. Les extrémités nord-est et sud-est accueillent deux colonnettes chacune, solution quelque peu étonnante : les formerets contre le mur oriental disposent ainsi d'une colonnette des mêmes dimensions que les ogives, alors que les formerets contre les murs nord et sud ne disposent que d'un simple culot. Occupé par le sanctuaire et deux autels latéraux avec leurs piédestaux, le chœur-halle ne fait pas partie de l'espace réservé aux fidèles, hormis quelques chaises près de la porte de la sacristie : le raffinement de son architecture n'est donc pas mis en avant.

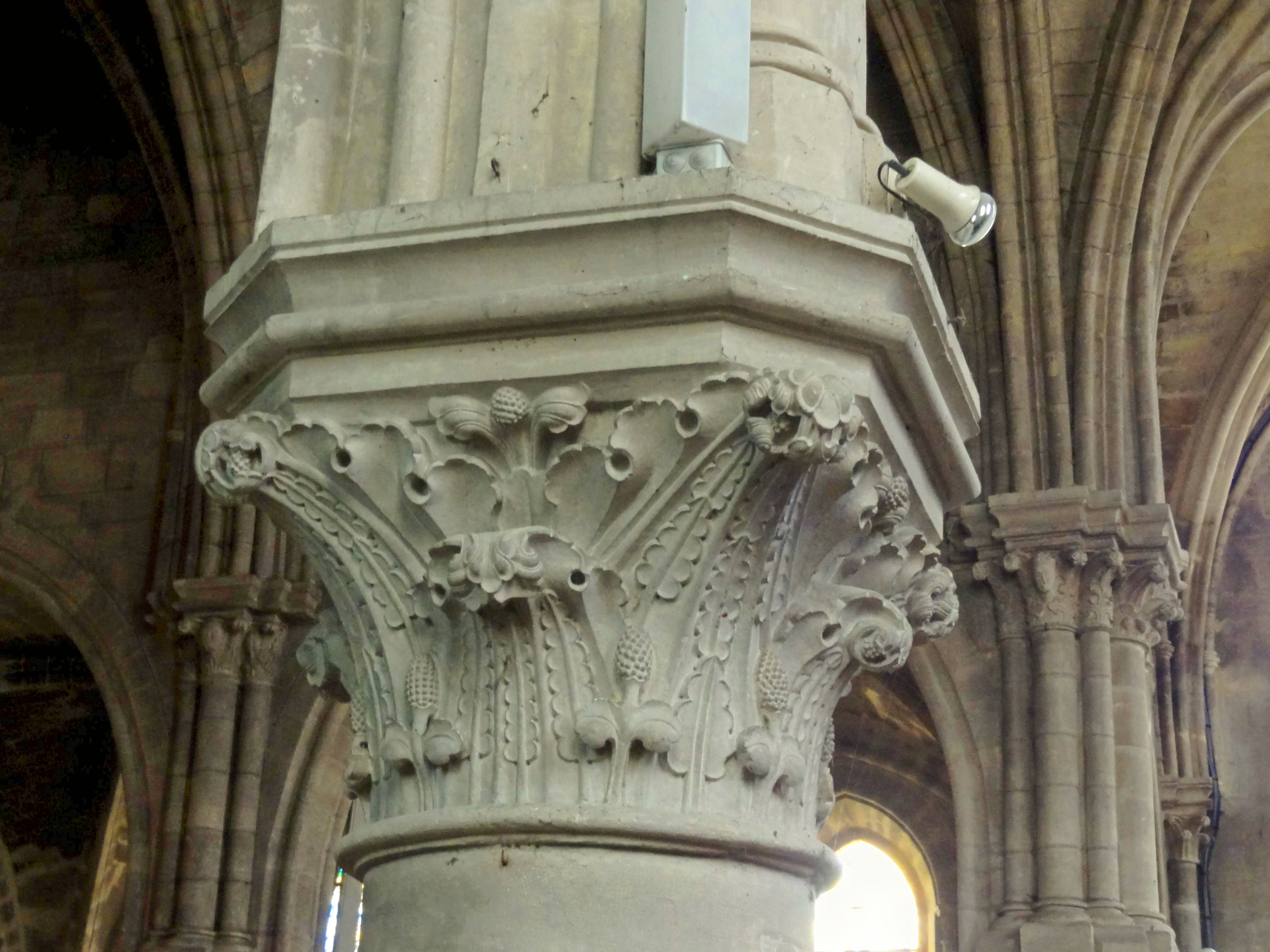
Chapiteau du pilier isolé au sud-est chœur.
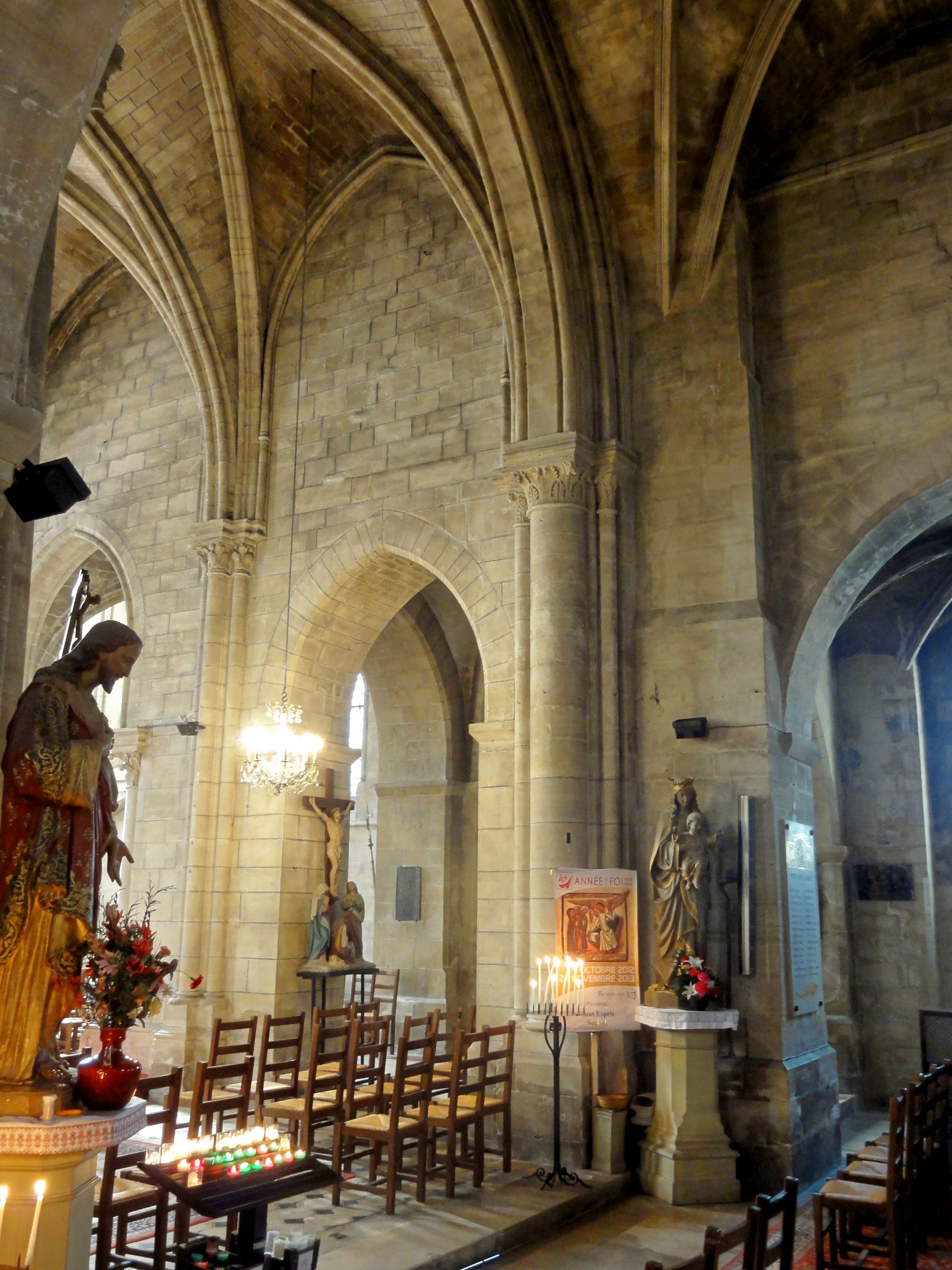
Vue sur la base de clocher.
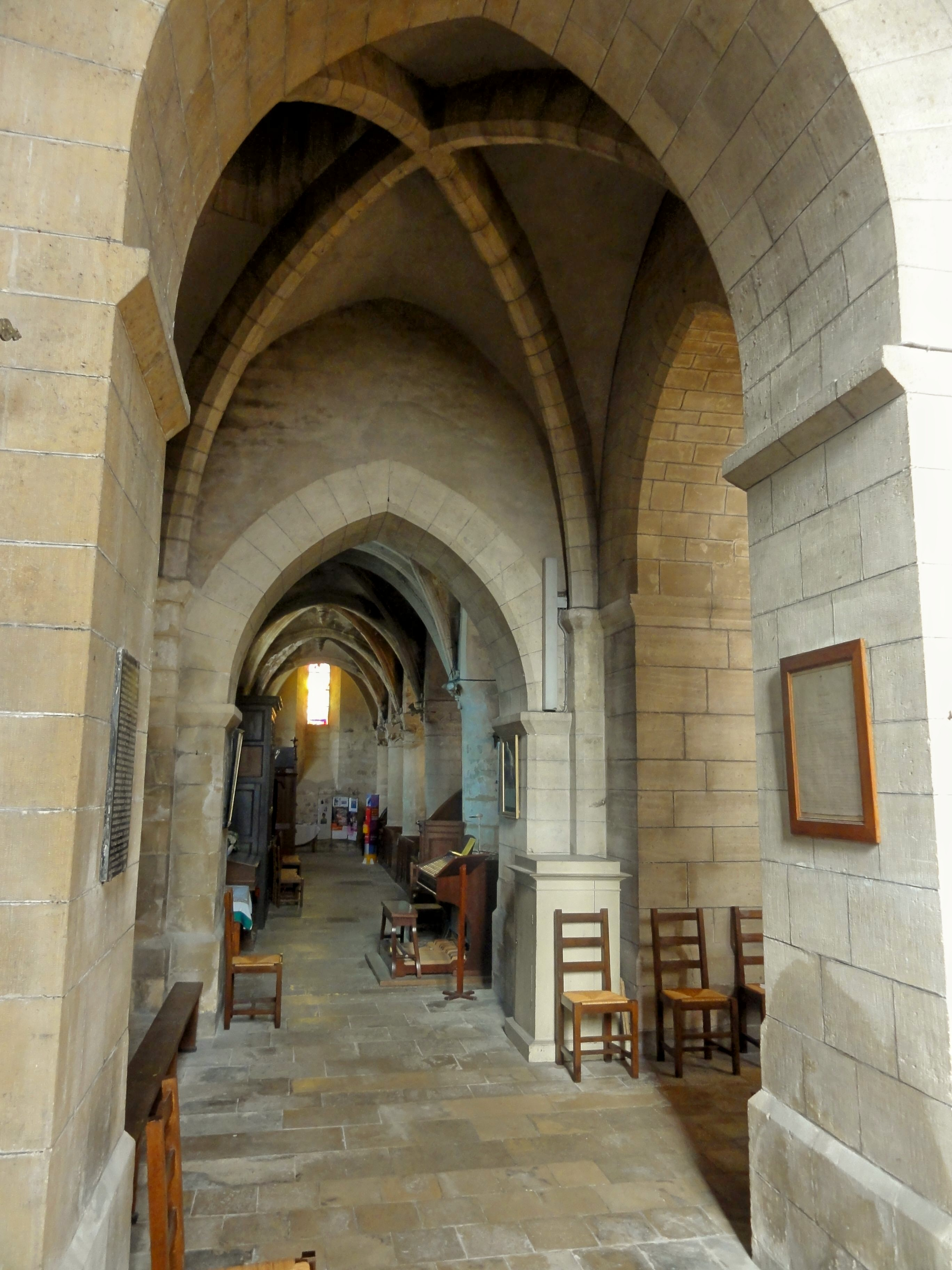
Base du clocher, vue vers l'ouest.
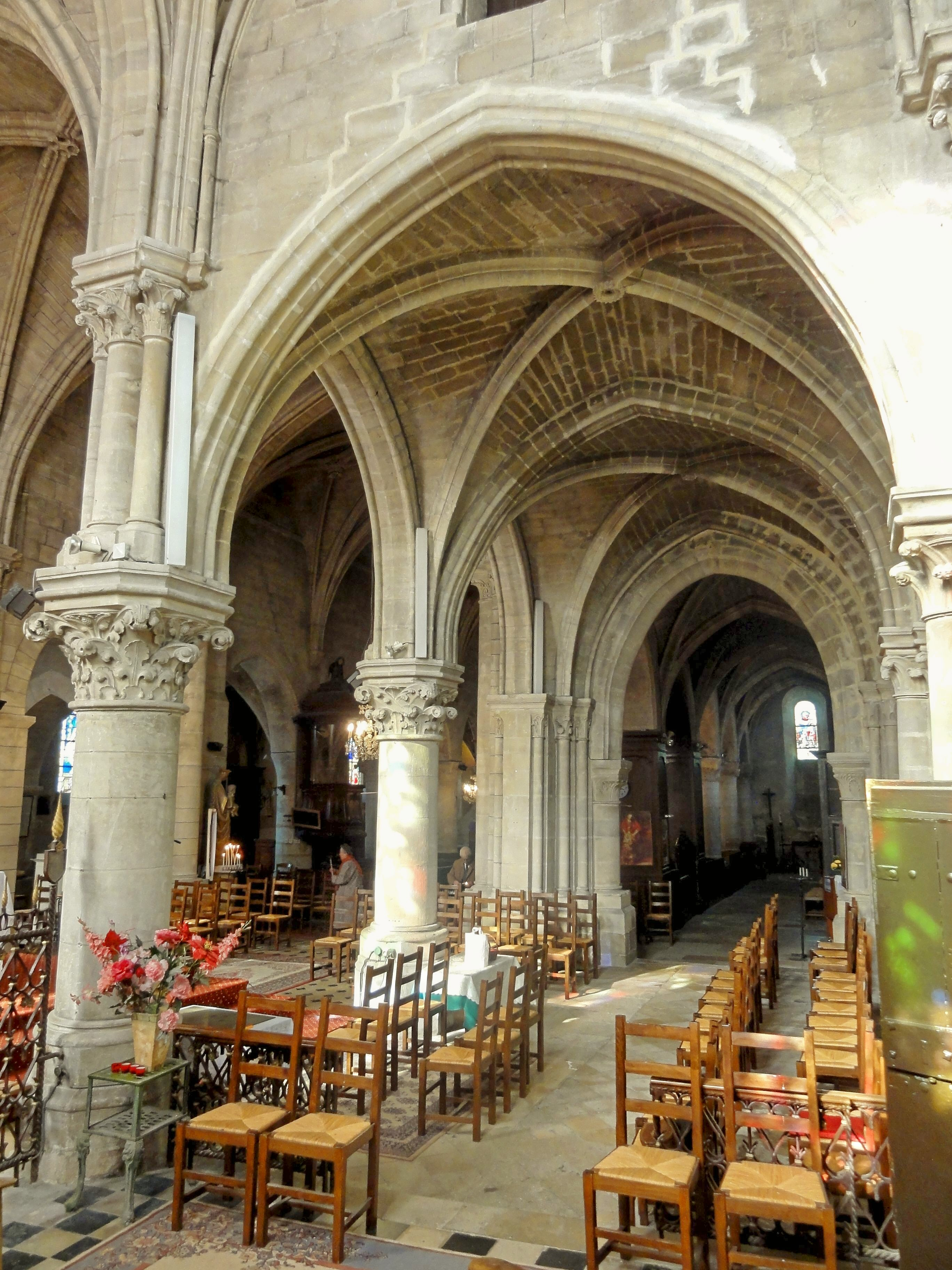
Collatéral nord, vue vers l'ouest.
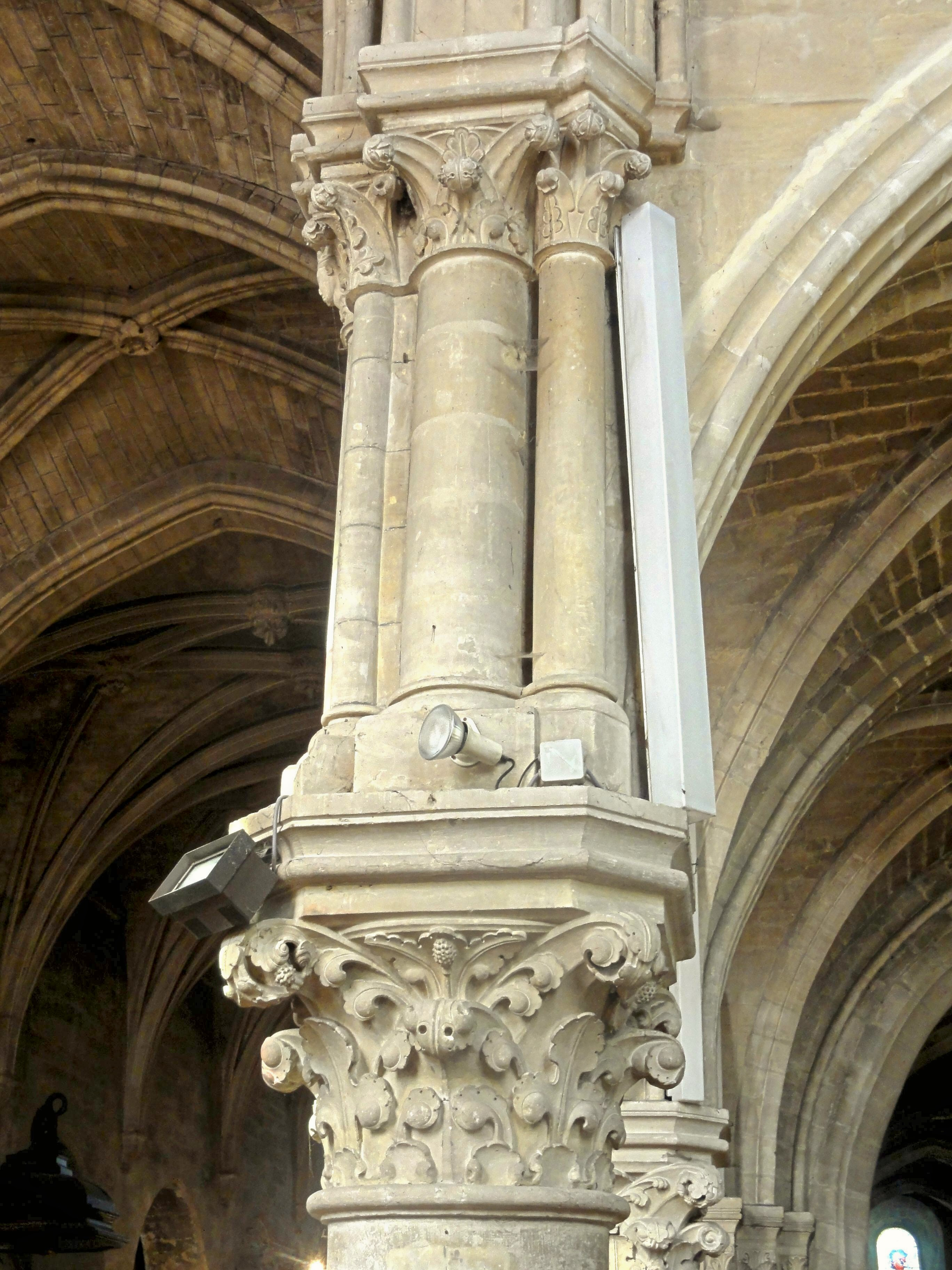
Faisceaux de colonnettes sur pilier isolé.
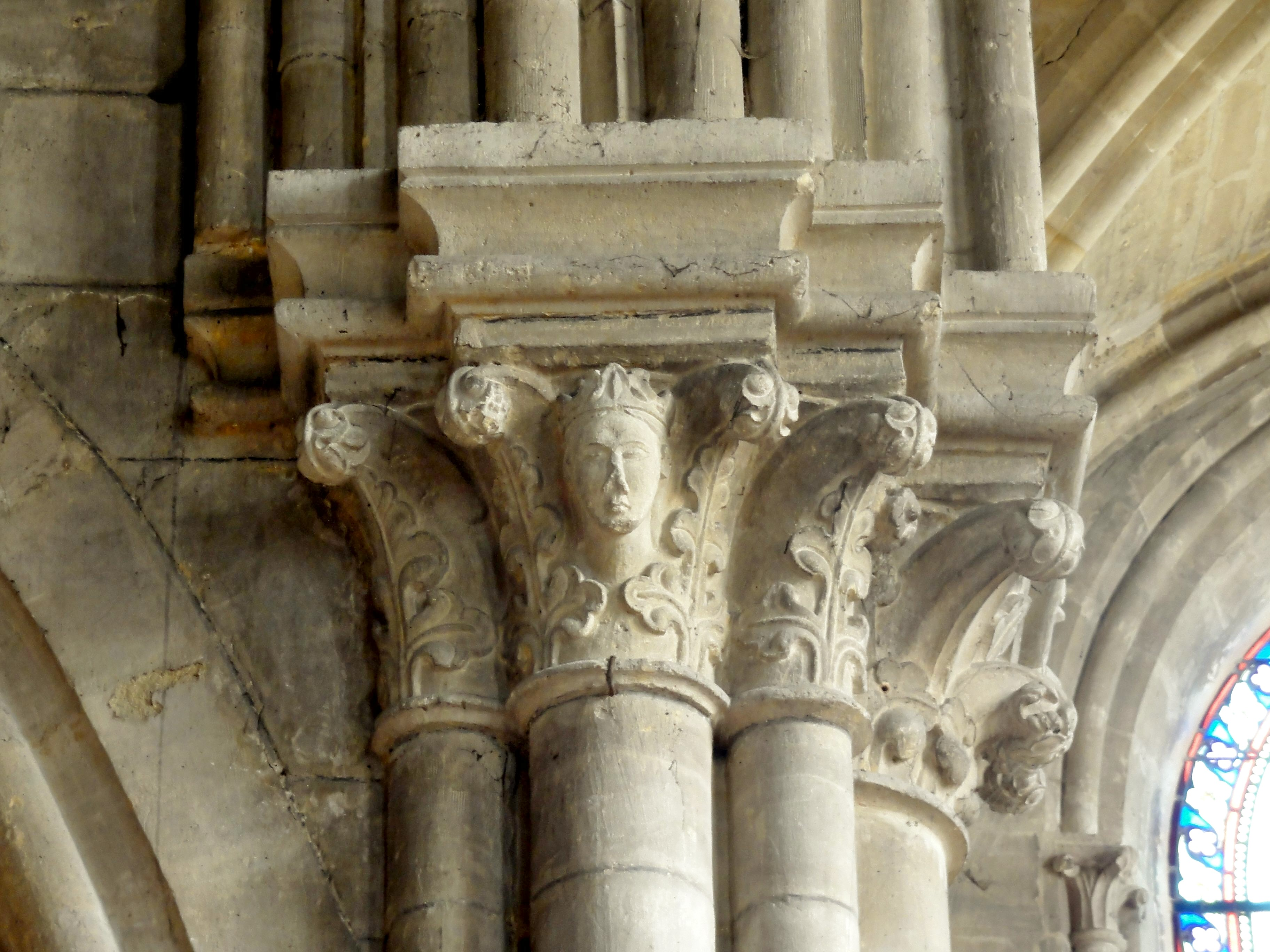
Tête de Philippe-Auguste au sud du chœur.

## Mobilier
L'église ne renferme aucun élément de mobilier classé monument historique au titre objet. Un objet est toutefois classé au titre immeuble en même temps avec l'église ; il s'agit des fonts baptismaux de 1570 décorés de bas-reliefs illustrant un sujet différent sur chacune des quatre faces. Ces motifs sont entourés d'angelots délicatement sculptés. La face devant présente le Baptême du Christ dans le Jourdain par saint Jean-Baptiste, avec autour les symboles de l'Arbre de vie, la colombe et l'ange. Sur l'un des côtés, l'on voit la Charité de saint Martin, et sur l'autre côté, les saints Gervais et Protais. La face arrière montre la Cène. La cuve taillée dans un seul bloc de pierre calcaire s'est fendue à mi-hauteur et a été rejointoyée, et la partie basse a dû être partiellement remplacée. Pour préserver les fonts baptismaux, ils ne sont habituellement plus remplis d'eau. Le couvercle est moderne,.
Pendant des travaux dans l'église en 1853, le curé Maillart découvre un panneau sculpté en pierre calcaire du XIVe siècle, provenant du retable de la Vierge et ayant été réutilisé comme élément de dallage. L'année suivante, le curé offre ce panneau au musée de Cluny. Sculpté dans un seul bloc de pierre, il mesure 210 cm de long pour 68 cm de haut. Trois scènes bien distinctes sont représentés côté à côté, avec un certain écart. Il s'agit de l'Annonciation, la Visitation et la Nativité. Les têtes des sept personnages avaient été bûchées bien avant la Révolution, puis refaites, avant que l'autel ne soit désaffecté. Dès son entrée au musée, ces éléments modernes ont été supprimés,.
La nef est occupée par un ensemble d'ébénisterie de grande qualité, composé des bancs avec portières, de la chaire et du banc d'œuvre lui faisant face. Comme l'indiquent les traces écrites d'un différend entre les paroissiens et le marguillier Saget en 1727, qui aurait commandé de nouveaux bancs sans autorisation, ce mobilier date apparemment des années 1720. Il est reproché aux bancs d'être moins confortables et moins solides que les précédents, ils sont toujours en place et ont été restaurés pour le compte de la commune à la fin des années 1990. Sous l'Ancien Régime, les places sur les bancs devaient être louées par les habitants, qui devaient s'acquitter du loyer une fois par an. La durée maximale du bail était de six ans, mais il pouvait se transmettre aux enfants en cas de mort des parents. Les places étaient au nombre de 360 environ.
Sur les deux premiers piliers de la nef au nord et au sud, ainsi que sur le troisième pilier au sud, subsistent trois croix de consécration peintes, avec des représentations d'apôtres. Quinze dalles funéraires existent encore dans l'église, mais seulement quatre restent lisibles ; elles ne datent que du XVIIe siècle et appartiennent au curé Marin Rouiller décédé en 1671 au bout de vingt-cinq ans de service dans la paroisse, ainsi que des bienfaiteurs de l'église. Le maître-autel et les deux autels latéraux affichent le style du XIIIe siècle, mais ils sont en réalité néogothiques et ne datent que du XIXe siècle. Le maître-autel précédent en bois et marbre était du XVIIIe siècle. Tout le reste du mobilier date également du XIXe siècle, y compris les vitraux : aucun vitrail médiéval n'a survécu. La plupart des vitraux ont été confectionnés par les ateliers Lévêque de Beauvais ; d'autres ont été livrés par la Société artistique de peinture sur verre, de Paris. Beaucoup de statues ont été offertes par des habitants.

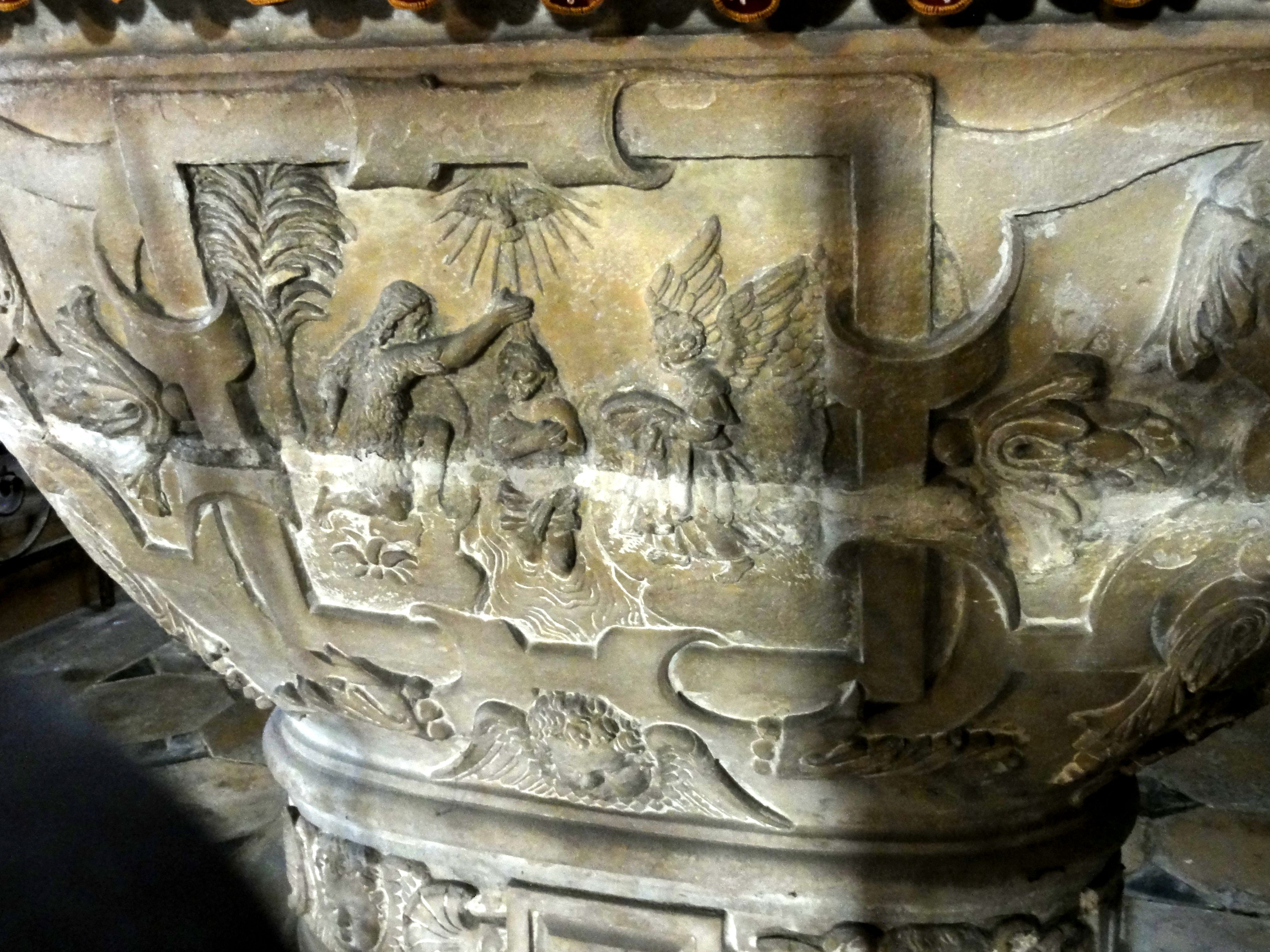
Fonts baptismaux.
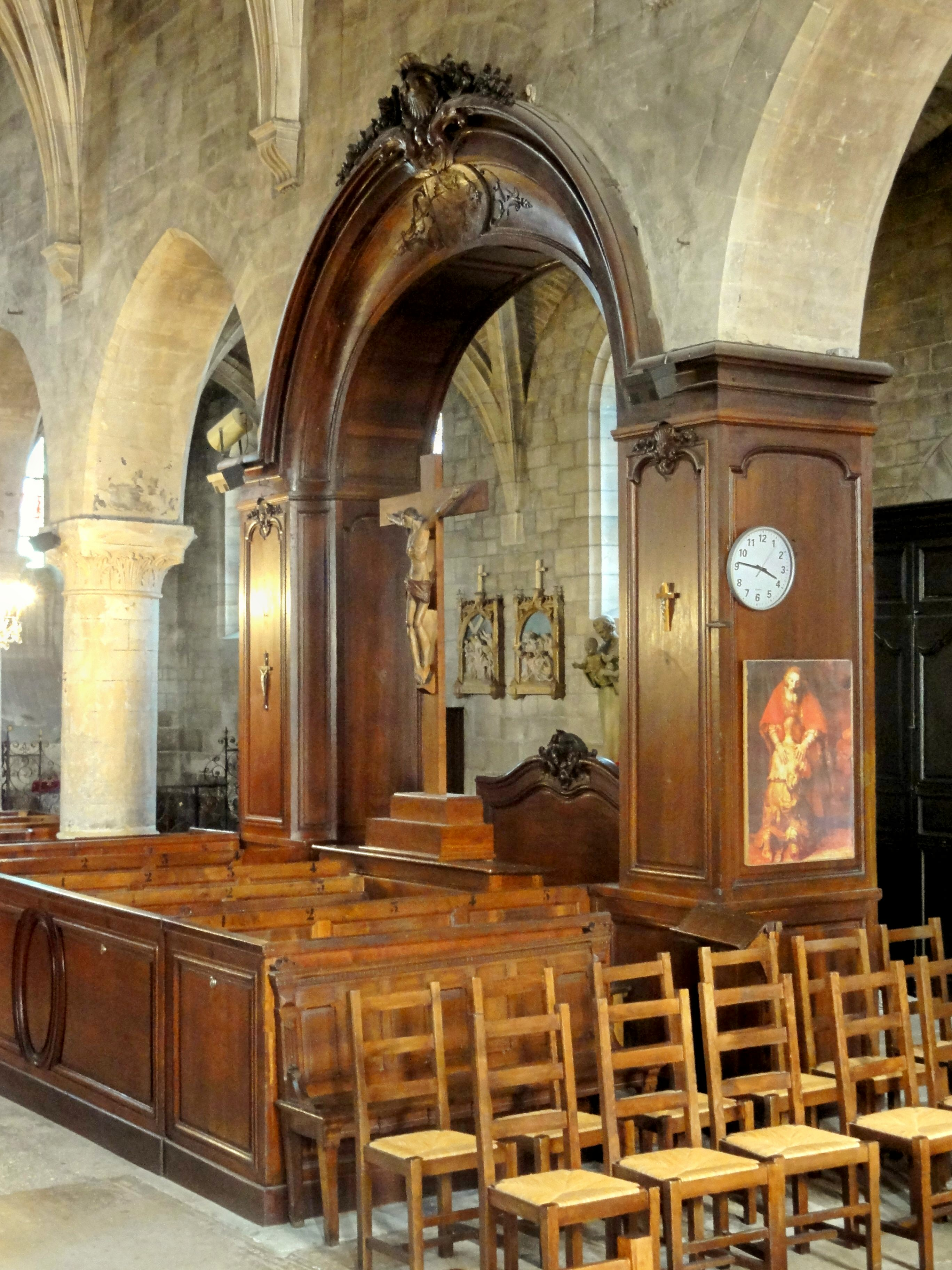
Banc d'œuvre.
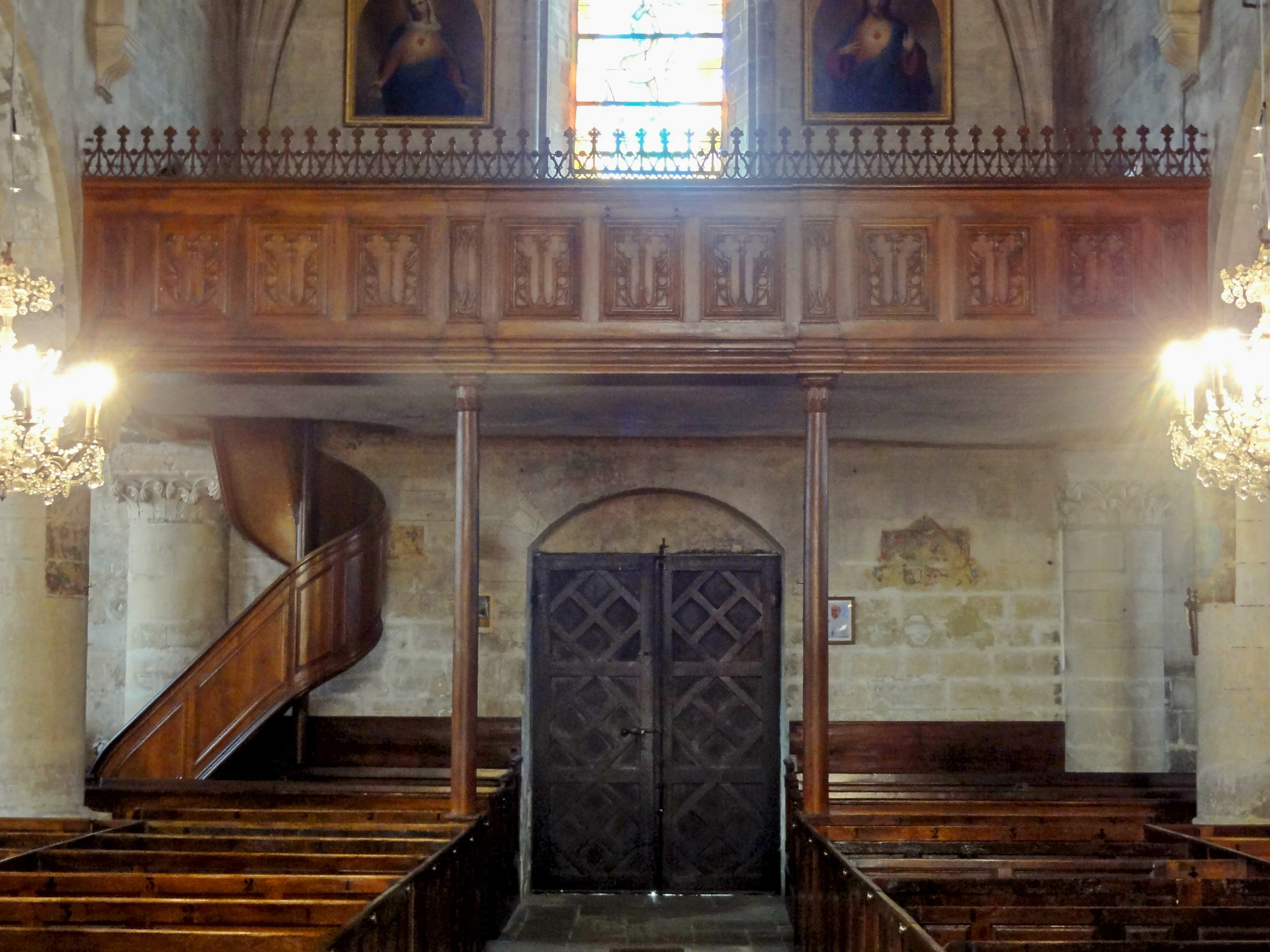
Tribune occidentale.
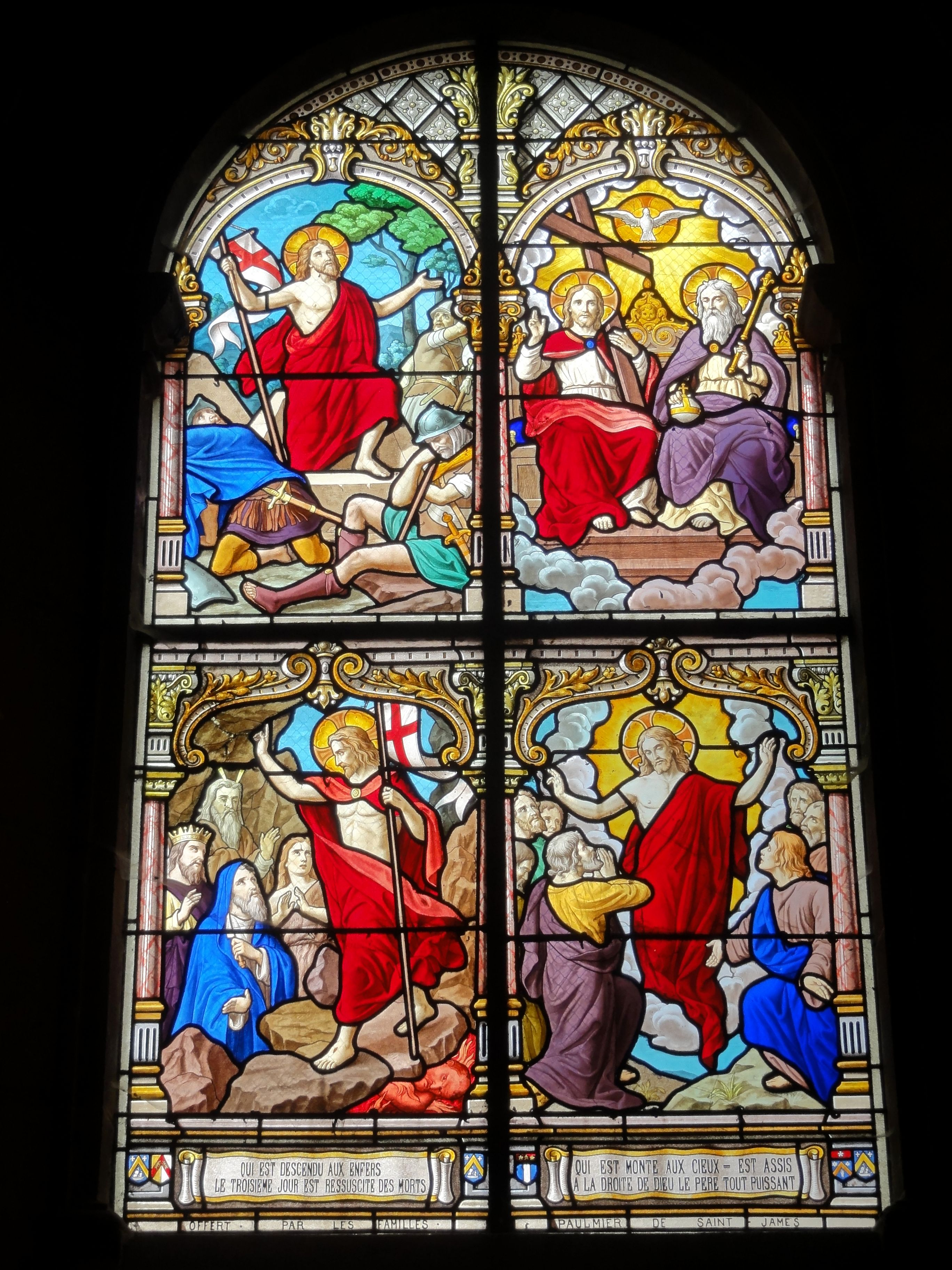
Vitrail du XIXe siècle.
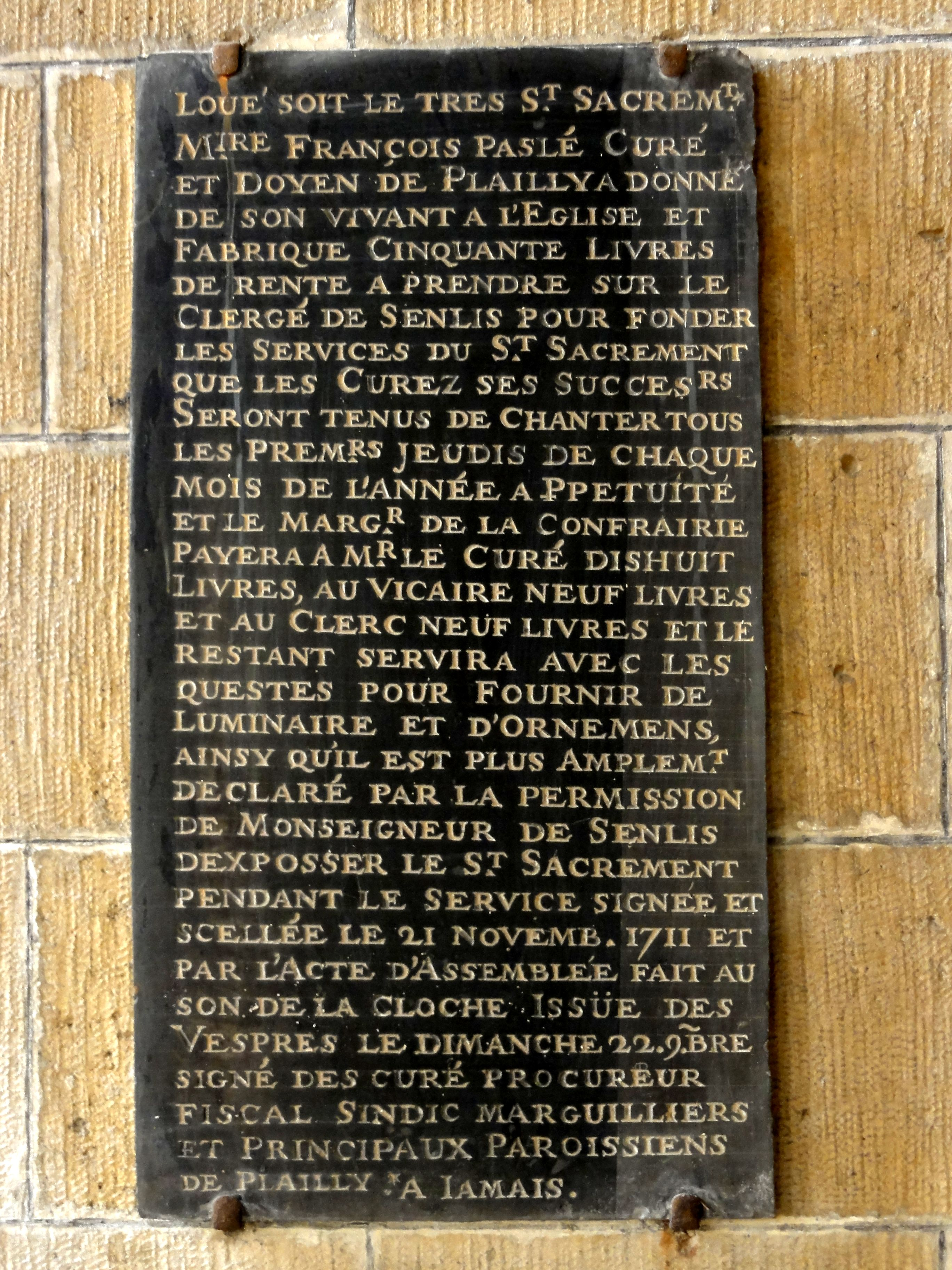
Plaque de fondation de messes.
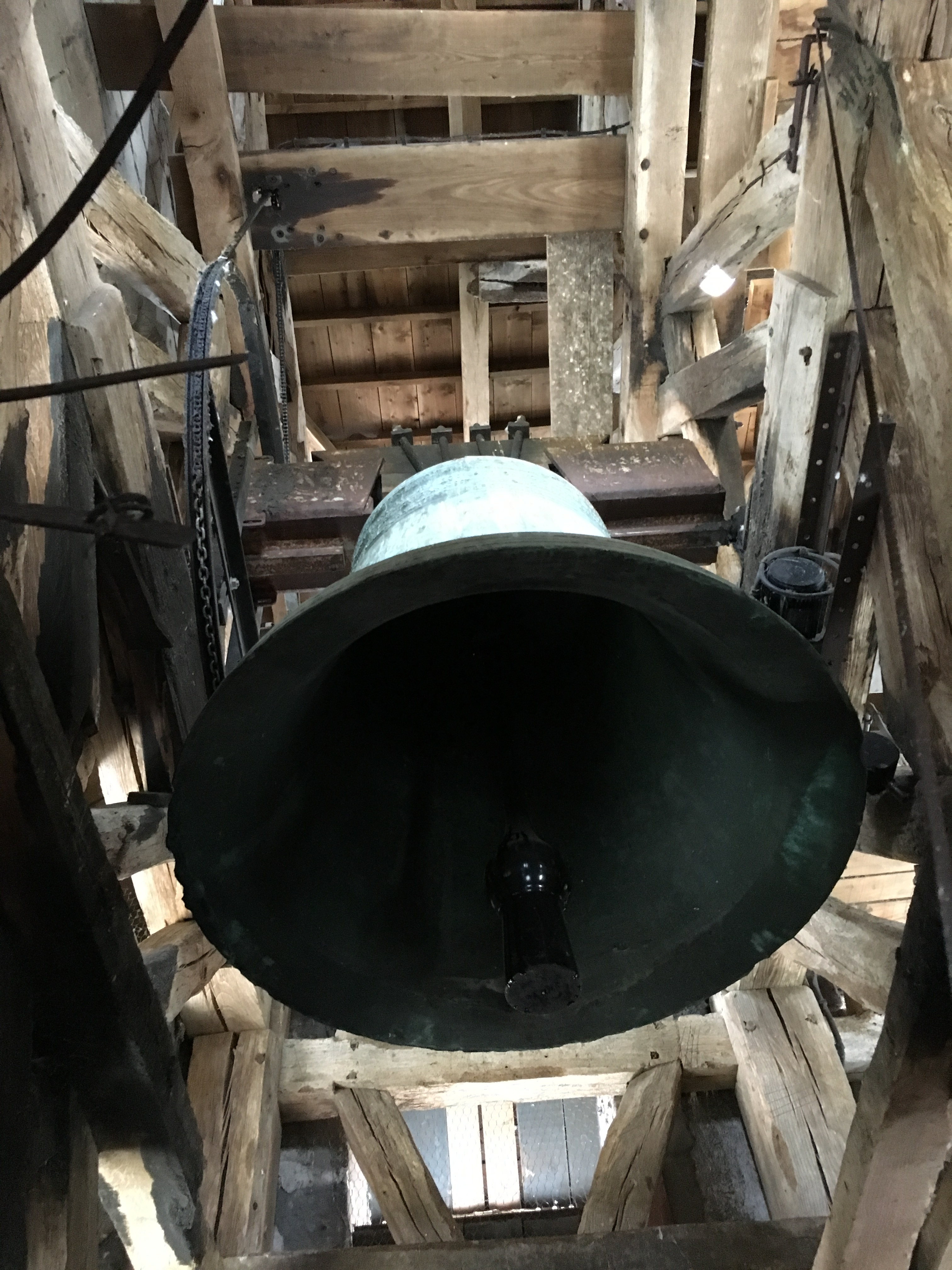
Cloche nommée « Adelaïde ».